# Atenas
Atenas (en griego: Αθήνα, Athínaⓘ; en griego antiguo: Ἀθῆναι, Athēnai) es la capital de Grecia y actualmente la ciudad más grande, importante y poblada del país. La población del municipio de Atenas era de 643,452 (2021), y su área metropolitana comprende una población de 3,6 millones. Es el centro principal de la vida económica, cultural y política griega.
La historia de Atenas se extiende más de tres mil años, lo que la convierte en una de las ciudades habitadas más antiguas. Durante la época clásica de Grecia, fue una poderosa ciudad-estado que nació junto con el desarrollo de la navegación marítima del puerto de El Pireo y que tuvo un papel fundamental en el desarrollo de la democracia. También fue un centro cultural donde vivieron muchos de los grandes artistas, escritores y filósofos de la Antigüedad. Estas contribuciones de Atenas al pensamiento de su época tuvieron una gran influencia en el desarrollo de Grecia, de Roma y de la cultura occidental.
Atenas es una ciudad rica en restos arqueológicos de extraordinaria importancia, de los cuales el más famoso es el Partenón en la Acrópolis. Además de construcciones de la época clásica griega, se conservan monumentos romanos y bizantinos, así como varias construcciones modernas notables.

## Toponimia

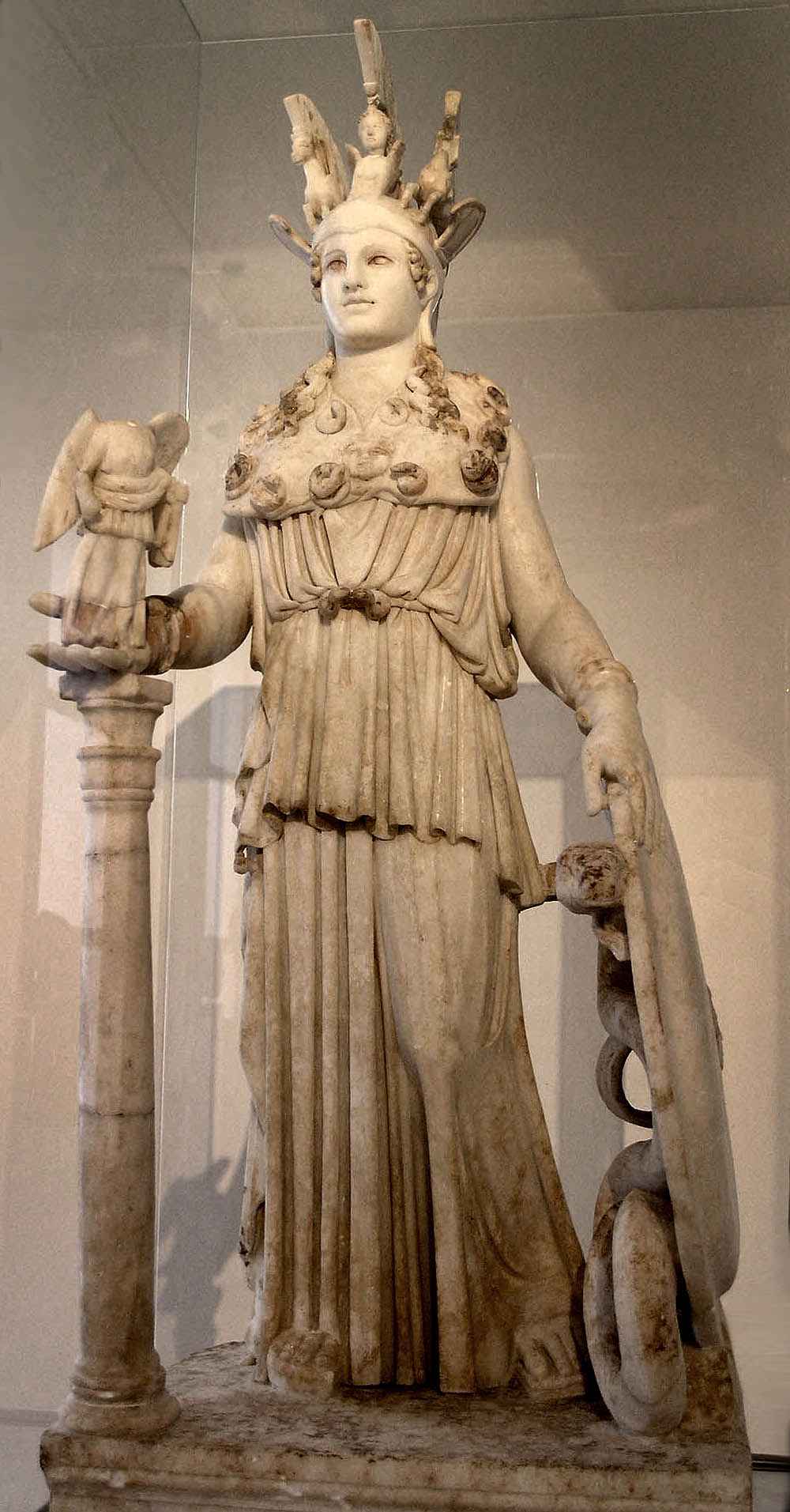
Atenea, diosa patrona de Atenas, en el Museo Arqueológico Nacional de Atenas.

El nombre antiguo de la ciudad es una forma plural, un fenómeno similar al de otras ciudades griegas como Tebas (Θῆβαι, Thêbai) y Micenas (Μυκῆναι Μukênai), si bien en algunos textos antiguos aparece en singular como Ἀθήνη (Athḗnē). El origen es probablemente no indoeuropeo, quizás una supervivencia de la población prehelénica del Ática a juzgar por el tema pregriego *-ān-.
La relación del nombre de la ciudad con Atenea, su diosa protectora, ha sido debatida desde la Antigüedad, actualmente el consenso es que la diosa tomó su nombre de la ciudad, pues el elemento final ḗnē (ήνη) es propio de los topónimos y raro en los nombres propios.
La diosa Atenea (en ático Ἀθηνᾶ, Athēnâ, en jónico Ἀθήνη, Athḗnē y en dórico Ἀθάνα, Athā́nā) era probablemente la diosa protectora del Palacio y del rey, aparece en una inscripción en lineal B de Cnossos como 𐀀𐀲𐀙𐀡𐀴𐀛𐀊 a-ta-na po-ti-ni-ja /Athana potnia/, es decir, "La Señora Atena" o bien "La Señora de Atenas". Una tablilla en lineal A, escrita en el lenguaje minoico, menciona a a-ta-no-dju-wa-ja que puede significar "Atenea de Zeus" o, mejor, "Divina Atenea" (aunque no todos están de acuerdo con esta interpretación). Lo cierto es que al tratarse de un nombre prehelénico, es difícil de traducir. Se ha intentado relacionarlo con la diosa semítica Anat y con la egipcia Neit.
Autores antiguos propusieron sus propias etimologías, basadas en consideraciones filosóficas, la más célebre es la de Platón, en el Crátilo, donde sostiene que Atenea equivale a Ἀθεονόα, Atheonóa, "la inteligencia divina" de θεός, theós, divino y νοῦς, noũs "la mente". Elio Arístides, por su parte, encuentra en Atenea las raíces etimológicas de éter, (Αἰθήρ, Aithḗr), aire (αέρα, aera) Tierra (Γαῖα, Gaĩa) y Luna (Σελήνη Selếnê).
Finalmente, Alfonso X de Castilla en su General Estoria cita la etimología de Atenas a partir de una glosa de las Metamorfosis de Ovidio como: "quien no tiene muerte", entendiendo a la muerte como un símbolo de la ignorancia.
Durante el período medieval, el nombre de la ciudad se volvió a traducir en singular como Ἀθήνα, pero también con variaciones como Setines, Satine y Astines, todas derivaciones que parten de una división errónea de frases preposicionales referidas a la ciudad. Bajo el dominio turco otomano, se la llamó Ātīnā(آتينا).
Desde el siglo XVII se propusieron las primeras etimologías basadas en estudios filológicos, si bien todas ellas han sido dejadas de lado por el avance de los conocimientos lingüísticos. El estudioso alemán Christian Lobeck propuso a principios de siglo XIX que la raíz de Atenas era la palabra ἄθος (áthos) o ἄνθος (ánthos) que significa "flor", con el sentido de "ciudad floreciente". Por su parte, su compatriota Ludwig von Döderlein sugirió como origen el verbo θάω, raíz θη- (tháō, thē-, "sorber") que indicaría la fertilidad del suelo ático.

### Ciudad moderna
Con la Independencia de Grecia, y dado el conservadurismo de la lengua escrita y el prestigio histórico, Ἀθῆναι [aˈθine] volvió a ser el nombre oficial de la ciudad y permaneció así hasta el abandono del katharévousa en los años 1970, momento en el que se oficializó la variante del griego demótico, Αθήνα (Athína).

### Sobrenombres
En la literatura clásica, la ciudad fue apodada "Atenas de la Corona Violeta" (ἰοστέφανοι Ἀθᾶναι, iostéfanoi Athânai), expresión atestiguada por primera vez en Píndaro, o como "La gloriosa ciudad" (τὸ κλεινὸν ἄστυ, tò kleinòn ásty). A los atenienses se les llamaba "porta cigarras" (en griego antiguo, Τεττιγοφόροι Tettigofóroi), porque solían llevar fíbulas de oro que representaban a estos insectos, símbolos de su condición de autóctonos.
El sobrenombre actual es, simplemente, «η πρωτεύουσα» (i protevousa), «la capital».

## Geografía

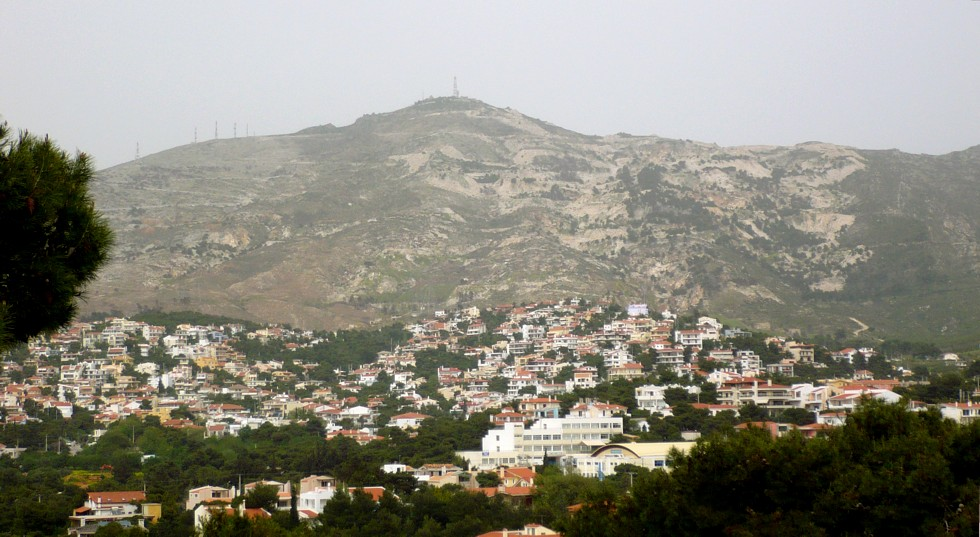
Vista del Monte Pentélico, la segunda montaña más alta de los alrededores de Atenas.

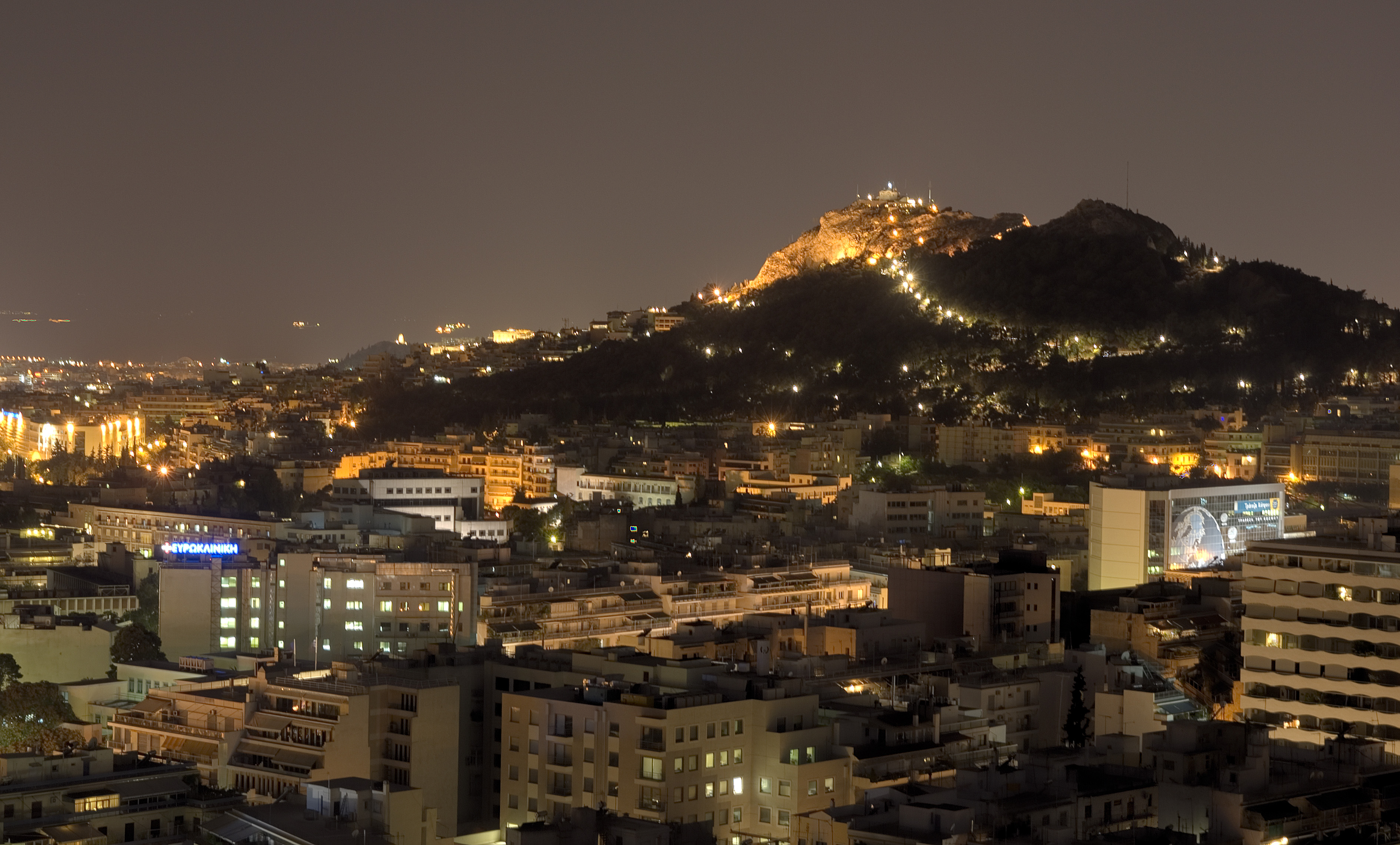
Vista nocturna del Monte Licabeto.

El área metropolitana de Atenas se extiende sobre una llanura de la periferia del Ática, que a menudo recibe el nombre de la Atenas o Cuenca Ática (en griego: Λεκανοπέδιο Αττικής). Limitada al sur por el golfo Sarónico, al oeste por el monte Egaleo, al noroeste por el monte Parnés, al noreste por el monte Pentélico y al este por el monte Imitós. La ciudad original de Atenas se encontraba en el centro de esta llanura, pero la expansión urbana del siglo XX ha acabado fusionándola con las poblaciones circundantes, actualmente consideradas área metropolitana. A principios del siglo XXI esta área metropolitana comprende 54 municipios, y se ha urbanizado la práctica totalidad del espacio disponible. El municipio de Atenas tiene 38 km², pero con el área metropolitana suma unos 427, convirtiéndola en una de las más grandes de Europa, tanto en extensión como en población.

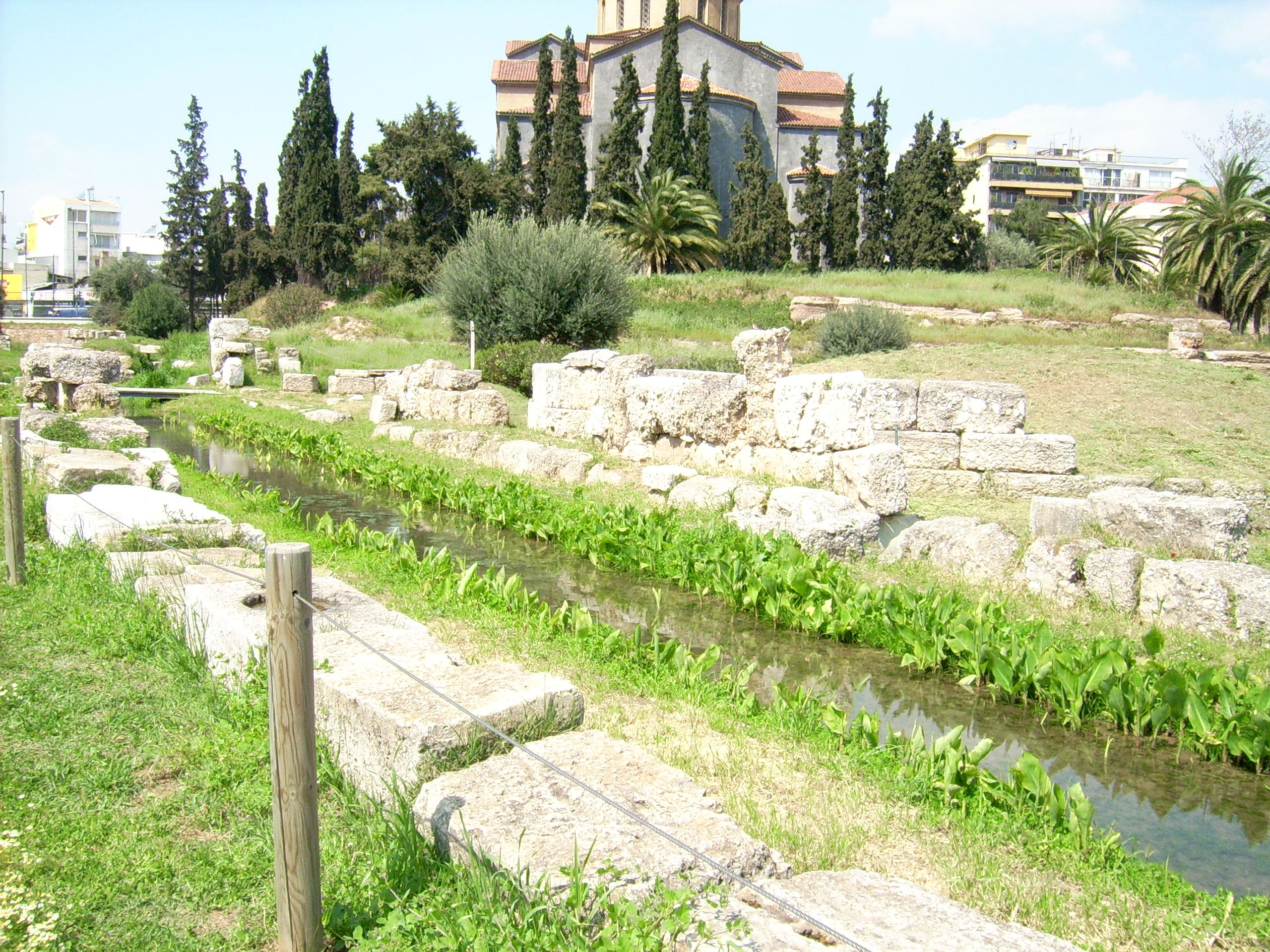
El río Erídanos a su paso por Cerámica.

En el interior de la zona urbana de Atenas abundan las colinas, lo que hace de esta una ciudad especialmente abrupta. Las colinas más importantes son Licabeto (la más elevada dentro de la ciudad), Acrópolis, Filopappos y Tourkovounia. Otras colinas menores incluyen el Arditós, Strefi, Ninfeon o Mouseion.
La morfología de Atenas en ocasiones provoca un fenómeno de inversión térmica, caracterizado por la subida de la temperatura del aire al aumentar la altitud. El problema de contaminación que habitualmente se achaca a Atenas se debe en parte a este fenómeno.
Los ríos Cefiso, Ilisos y Erídano son los ríos históricos de Atenas.

## Clima

El cielo de Atenas oscurecido por el humo de un incendio forestal.

El clima de Atenas es mediterráneo típico (en la clasificación de Köppen: Csa), cerca del límite del clima semiárido cálido (BSh).Los inviernos son poco fríos pero los veranos son muy calurosos y secos, mientras que los inviernos son más lluviosos. Llueve alrededor de 70 días al año, aunque las precipitaciones son muy moderadas y se dan solamente en invierno, primavera y otoño; en verano son muy ocasionales. Las heladas nocturnas ocurren en invierno y las nevadas ocasionales casi todos los inviernos (generalmente una vez, a veces más). El clima de Atenas está muy influido por las condiciones urbanas (véase: isla de calor).
| Parámetros climáticos promedio de Atenas                                                                                      | Parámetros climáticos promedio de Atenas | Parámetros climáticos promedio de Atenas | Parámetros climáticos promedio de Atenas | Parámetros climáticos promedio de Atenas | Parámetros climáticos promedio de Atenas | Parámetros climáticos promedio de Atenas | Parámetros climáticos promedio de Atenas | Parámetros climáticos promedio de Atenas | Parámetros climáticos promedio de Atenas | Parámetros climáticos promedio de Atenas | Parámetros climáticos promedio de Atenas | Parámetros climáticos promedio de Atenas | Parámetros climáticos promedio de Atenas |
| Mes | Ene.                                     | Feb.                                     | Mar.                                     | Abr.                                     | May.                                     | Jun.                                     | Jul.                                     | Ago.                                     | Sep.                                     | Oct.                                     | Nov.                                     | Dic.                                     | Anual                                    |
| --- | ---------------------------------------- | ---------------------------------------- | ---------------------------------------- | ---------------------------------------- | ---------------------------------------- | ---------------------------------------- | ---------------------------------------- | ---------------------------------------- | ---------------------------------------- | ---------------------------------------- | ---------------------------------------- | ---------------------------------------- | ---------------------------------------- |
| Temp. máx. abs. (°C) | 22.6                                     | 25.3                                     | 28.9                                     | 32.2                                     | 36.7                                     | 44.8                                     | 48.0                                     | 42.6                                     | 38.6                                     | 36.5                                     | 30.5                                     | 22.9                                     | 48.0                                     |
| Temp. máx. media (°C) | 13.3                                     | 13.7                                     | 16.0                                     | 19.7                                     | 24.6                                     | 30.4                                     | 33.4                                     | 33.7                                     | 28.5                                     | 23.5                                     | 18.3                                     | 14.7                                     | 22.5                                     |
| Temp. media (°C) | 9.9                                      | 10.1                                     | 12.2                                     | 15.7                                     | 20.5                                     | 25.5                                     | 28.5                                     | 28.6                                     | 24.1                                     | 19.5                                     | 15.0                                     | 11.7                                     | 18.4                                     |
| Temp. mín. media (°C) | 5.4                                      | 5.6                                      | 7.1                                      | 10.1                                     | 14.9                                     | 19.5                                     | 22.3                                     | 22.2                                     | 18.8                                     | 14.6                                     | 10.4                                     | 7.2                                      | 13.2                                     |
| Temp. mín. abs. (°C) | -6.5                                     | -5.7                                     | -2.6                                     | 1.7                                      | 6.2                                      | 11.8                                     | 16.0                                     | 15.5                                     | 8.9                                      | 5.9                                      | -1.1                                     | -4.0                                     | -6.5                                     |
| Lluvias (mm) | 50.7                                     | 46.2                                     | 45.6                                     | 28.8                                     | 17.6                                     | 9.4                                      | 8.7                                      | 5.4                                      | 22.1                                     | 42.0                                     | 69.4                                     | 73.4                                     | 419.3                                    |
| Días de lluvias (≥ 1 mm) | 12.6                                     | 10.4                                     | 10.2                                     | 8.1                                      | 6.2                                      | 3.7                                      | 1.9                                      | 1.7                                      | 3.3                                      | 7.2                                      | 9.7                                      | 12.1                                     | 87.1                                     |
| Horas de sol | 158.1                                    | 168.0                                    | 189.1                                    | 225.0                                    | 303.8                                    | 360.0                                    | 384.4                                    | 359.6                                    | 252.0                                    | 198.4                                    | 144.0                                    | 105.4                                    | 2847.8                                   |
| Humedad relativa (%) | 70.7                                     | 68.9                                     | 67.0                                     | 62.9                                     | 59.5                                     | 52.6                                     | 48.7                                     | 47.6                                     | 57.2                                     | 64.6                                     | 71.9                                     | 71.8                                     | 62.0                                     |
| Fuente: Climatebase (temperaturas, RH, y horas de sol 1980–2000) World Meteorological Organization (precipitación 1955–1997), |                                          |                                          |                                          |                                          |                                          |                                          |                                          |                                          |                                          |                                          |                                          |                                          |                                          |

## Historia

### Edad Antigua

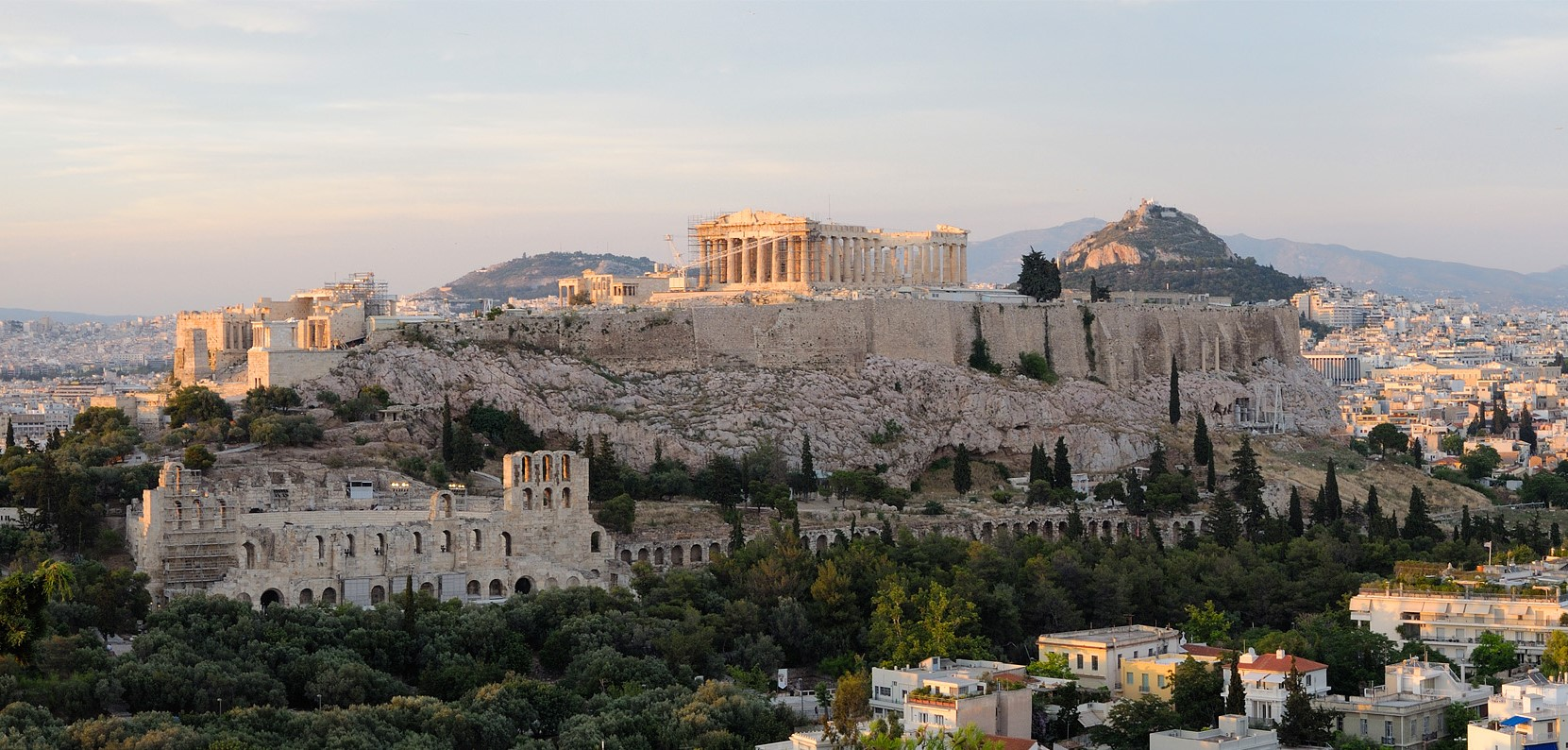
Acrópolis de Atenas.

La presencia más antigua de una población humana en Atenas ha sido datada entre el décimo y el séptimo milenio a. C. Hacia el 1400 a. C., en la era micénica, Atenas ya era una población importante, que poseía una fortaleza ubicada en la Acrópolis, dotada de los característicos muros ciclópeos. No se conoce si Atenas fue destruida al final de la era micénica, hacia el 1200 a. C., como ocurrió con otras ciudades, pero sí le afectó el declive de la civilización urbana que se produjo en los siglos siguientes.
Durante el primer milenio a. C., Atenas creció en importancia y poder para convertirse en una de las ciudades-estado dominantes de la Grecia Clásica. Aproximadamente entre los años 500 a. C. y 323 d. C. fue uno de los mayores centros culturales e intelectuales del mundo, y lugar de origen de muchas de las ideas definitorias de la civilización occidental, entre ellas el concepto de democracia. La derrota frente a Esparta en el año 431 a. C., el auge de Macedonia en la posterior época helenística y finalmente la conquista romana fueron restando poder y prestigio a Atenas. El fin de la era clásica se sitúa en el año 529, con el cierre de las escuelas de filosofía.

### Edad Media y Moderna
Durante el Imperio Bizantino Atenas entró en decadencia, mientras el centro de poder bizantino en el actual territorio de Grecia se trasladaba a Mistra. Entre los siglos XIII y XV la ciudad cambió de manos varias veces, entre los griegos (bizantinos) y los caballeros franceses e italianos del Imperio Latino, que llegaron a establecer un ducado en Atenas; la Corona de Aragón y gobernantes sicilianos también ocuparon la ciudad en diversos momentos, y el Ducado de Atenas junto con el de Neopatria, pasaron a poder de la Corona de Aragón. Finalmente, en 1456 fue conquistada por el Imperio otomano.

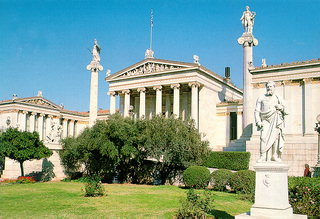
Academia de Atenas.

En los siguientes tiempos primero la población declinó considerablemente, quedando reducida a 4.000 habitantes en su peor momento. Los otomanos hicieron de la ciudad un kaza (centro administrativo) y otorgaron libertad de culto a los no musulmanes. Desde el siglo XVII se estableció el sistema político-administrativo de “millet”, en el cual las poblaciones no musulmanas del Imperio fueron sujetas a una soberanía ejercida mediante unos representantes (llamados dimogerontes), elegidos entre y por los propios súbditos, y quienes hacían de mediadores entre las autoridades otomanas y la población local. La paz reinó en Atenas y la población llegó a 15 000 habitantes con los retornados. En esta era de paz en Atenas la economía local floreció.
Atenas sufrió un ataque veneciano en 1687, en el curso del cual un bombardeo fue responsable de la explosión que arruinó el Partenón, que había sido convertido en polvorín por las autoridades turcas. Tras la Guerra de la Independencia Griega (1821-1829) Atenas pasó a formar parte del nuevo Estado griego, y fue nombrada oficialmente capital de Grecia el 18 de septiembre de 1834.

### Edad Contemporánea

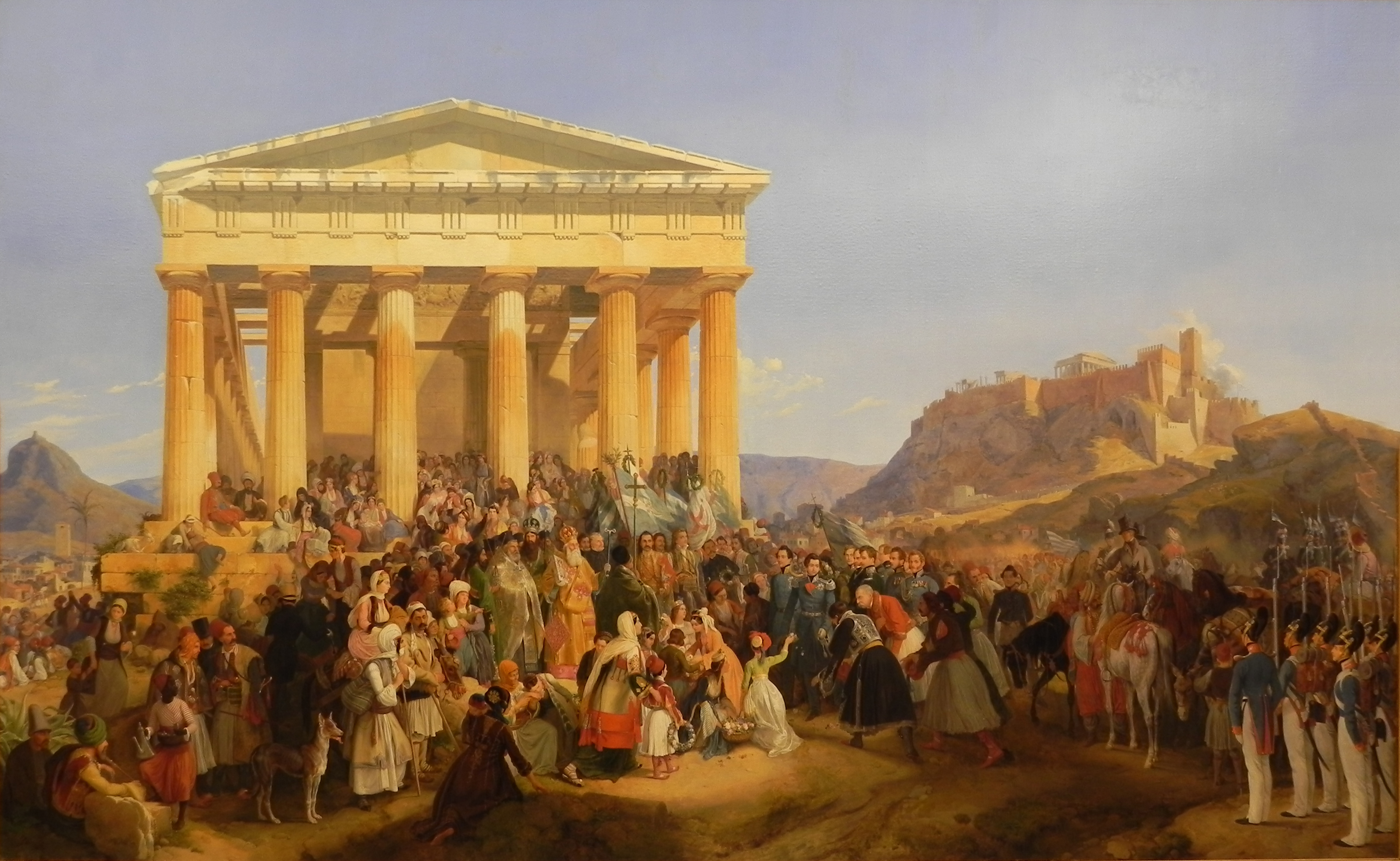
La entrada del rey Otón en Atenas, por Peter von Hess (1839).

Desde la creación del Estado griego moderno Atenas no ha dejado de aumentar su peso económico, influencia política y población. Durante el reinado del Rey Otón se construyeron múltiples edificios públicos y Atenas comenzó a crecer de forma planificada, de acuerdo con las teorías urbanísticas de la época. Tras la derrota militar frente a Turquía en 1922 y el Tratado de Lausana, cerca de millón y medio de refugiados griegos procedentes de Asia Menor fueron acogidos en Grecia; gran parte de ellos se instalaron en campamentos a las afueras de Atenas (origen de municipios actuales como Nea Ionia o Nea Smyrni), lo que se tradujo en un crecimiento urbano explosivo y desordenado. La siguiente oleada inmigratoria se produjo tras la Segunda Guerra Mundial (durante la cual Atenas fue ocupada por fuerzas alemanas), cuando la población de muchas zonas rurales e islas se trasladó a Atenas. Se produjo nuevamente un crecimiento rápido y desordenado, que está en el origen de los problemas urbanísticos que sufre la ciudad, como los relacionados con el tráfico y la contaminación.
En septiembre de 1999 el área metropolitana de Atenas sufrió un terremoto que provocó 143 víctimas mortales, daños en miles de edificios y en algunas piezas expuestas en el Museo Arqueológico Nacional. Las grandes obras de infraestructura realizadas desde el ingreso de Grecia en la Unión Europea, especialmente para la preparación de los Juegos Olímpicos de 2004, han conseguido aliviar algunos problemas y mejorar la calidad de vida en Atenas. Actualmente la ciudad es el centro político, económico y cultural de Grecia, y un destino turístico de gran importancia internacional.

## Barrios y área metropolitana

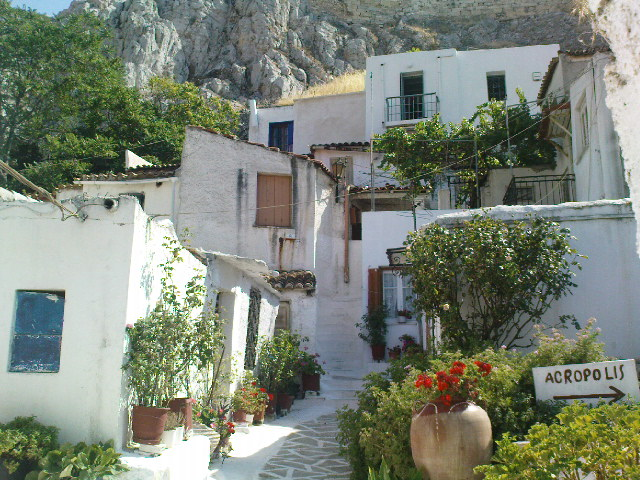
Anafiotika.

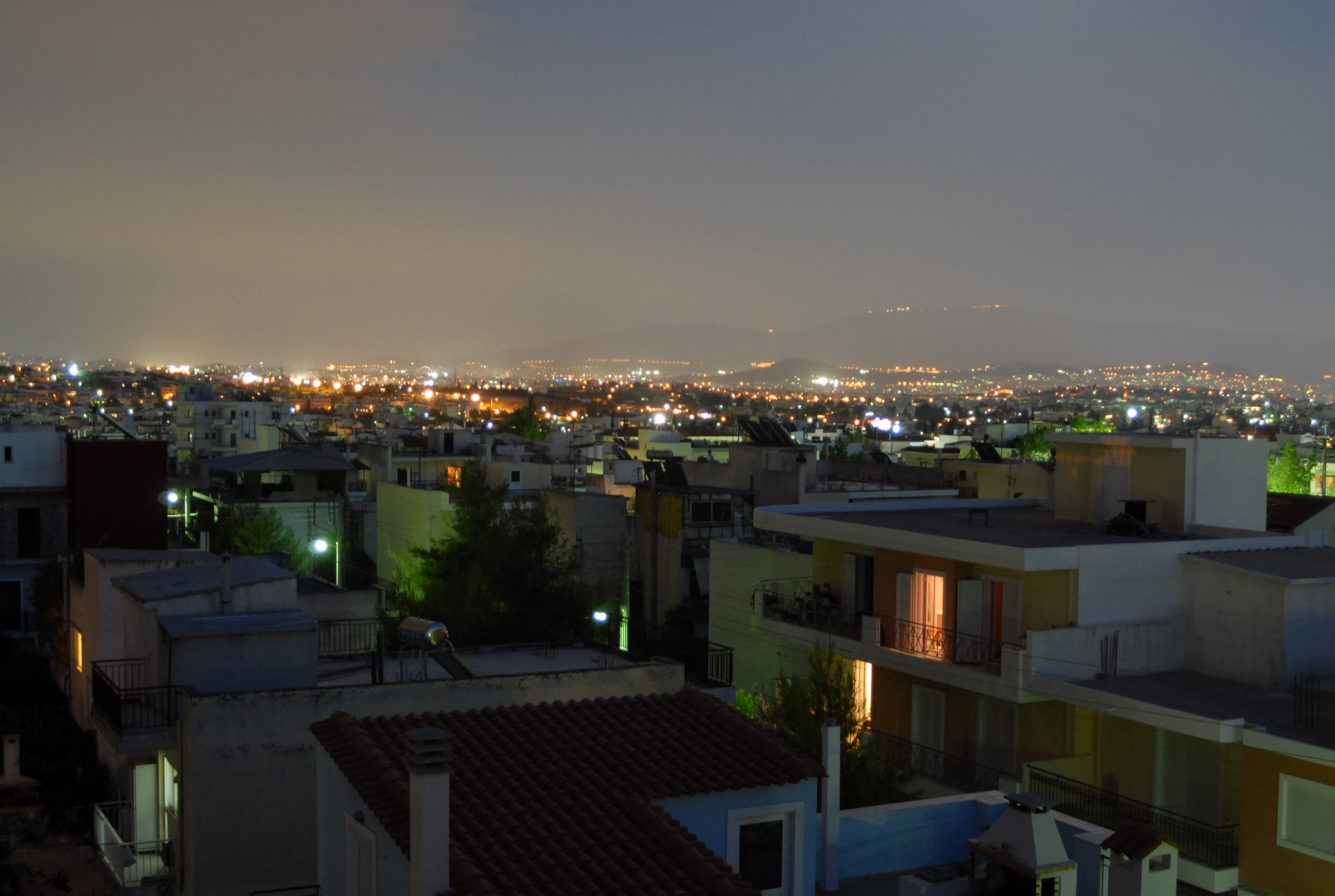
Centro de Atenas.

### Barrios de Atenas
El municipio de Atenas se encuentra en el centro del área metropolitana. Es el centro administrativo del Estado griego, el principal núcleo comercial, y concentra la mayor parte de los restos arqueológicos y atracciones turísticas.
La parte central más antigua de Atenas son los barrios de Plaka y Monastiraki, inmediatamente al norte de la Acrópolis. Son zonas turísticas y pintorescas, de calles estrechas e irregulares, numerosos comercios y locales de hostelería, y múltiples ejemplos destacados de arquitectura neoclásica. La Catedral Metropolitana de Atenas se ubica aquí. En la parte más alta de Plaka se encuentra Anafiotika, un pequeño barrio con viviendas al estilo típico de las islas del Egeo.
También céntricos y adyacentes a la Acrópolis y el Ágora antigua son los barrios de Psirí, Thissio y Gazi, destacados por sus numerosos cafés, locales de ocio y musicales, galerías de arte y vida nocturna. Entre Gazi (una antigua fábrica de gas, reconvertida en espacio artístico y de exposiciones) y Psirí se encuentra el complejo arqueológico del Cerámico.
Kolonaki, situado al pie del monte Licabeto, está considerado un barrio señorial, en el que abundan los comercios y restaurantes de lujo, así como diversas instituciones extranjeras. Al norte del mismo se encuentra Exarcheia, tradicionalmente un barrio estudiantil (aquí se ubican una facultad de Derecho y la Escuela Politécnica) con intensa vida cultural, y núcleo de los movimientos contestatarios de estudiantes de Atenas. En ambos distritos se pueden admirar edificios neoclásicos y modernistas.
Otros barrios de Atenas son Pangrati (donde se encuentra el Estadio Panathinaiko), Omonia (en torno a una de las mayores plazas de la ciudad), Mets, Ambelokipi, Metaxourgio, etc.

### Área metropolitana

Los siete distritos de Atenas.

Los municipios del norte son considerados de clase alta, especialmente los más alejados, como Kifisiá, Penteli o Ekali. Marusi acoge el complejo olímpico donde se celebraron los juegos de 2004, diseñado por Santiago Calatrava.
El agotamiento del espacio edificable ha causado que, en su expansión, el área metropolitana haya desbordado la llanura limitada por los cuatro montes y el mar. De este modo, el tejido urbano continúa sin interrupción al nordeste, por la depresión entre el Pentélico y el Himeto, quedando una parte del mismo separado del resto por esta última montaña; esta zona ha crecido incluso más desde la ubicación en sus inmediaciones del aeropuerto Eleftherios Venizelos, en 2001. Poblaciones como Agia Paraskevi, Gerakas o Peania se encuentran en esta zona.
Las principales áreas industriales del área metropolitana de Atenas se ubican en los municipios del oeste, como Egaleo, Rentis, Haidari o Petroupoli, cuya población, en consecuencia, es más popular.
Entre Atenas y el monte Himeto al este, se encuentran localidades como Zografou, Vyronas y Kaisariani.
En la prolongada línea costera hay varios puertos, marinas y playas; algunos municipios costeros son El Pireo, Faliro, Glyfada y Vouliagmeni. Al oeste están los puertos comerciales e industriales de El Pireo, mientras que las zonas más al sudeste y más lejos del centro están más orientadas al ocio.

## Demografía
A lo largo de los siglos la población de Atenas ha evolucionado de una forma altamente irregular. Tras ser una de las ciudades más importantes de la Antigüedad, durante el período bizantino entró en una decadencia que se acentuó durante el dominio otomano. Tras ser proclamada capital del Estado griego independiente en 1834, la población ha crecido rápidamente, gracias en gran medida a las oleadas de refugiados y de éxodo rural; en los últimos años también han aumentado los inmigrantes de países cercanos como Albania. Actualmente, el área metropolitana de Atenas concentra más de un tercio de la población total de Grecia.
Según el censo de 2022, la población de Atenas era alrededor de 700 000 habitantes, y la población del área metropolitana, 3 800 000. Sin embargo, se cree que la población total es mayor, por dificultades en la elaboración de los censos: se cree que algunos residentes en Atenas con origen en otras poblaciones vuelven a su lugar natal para ser censados; asimismo, existe una población de inmigrantes que no está cuantificada. Se estima que la población del municipio de Atenas es 1 500 000 y de su área metropolitana 6 000 000.

## Transportes

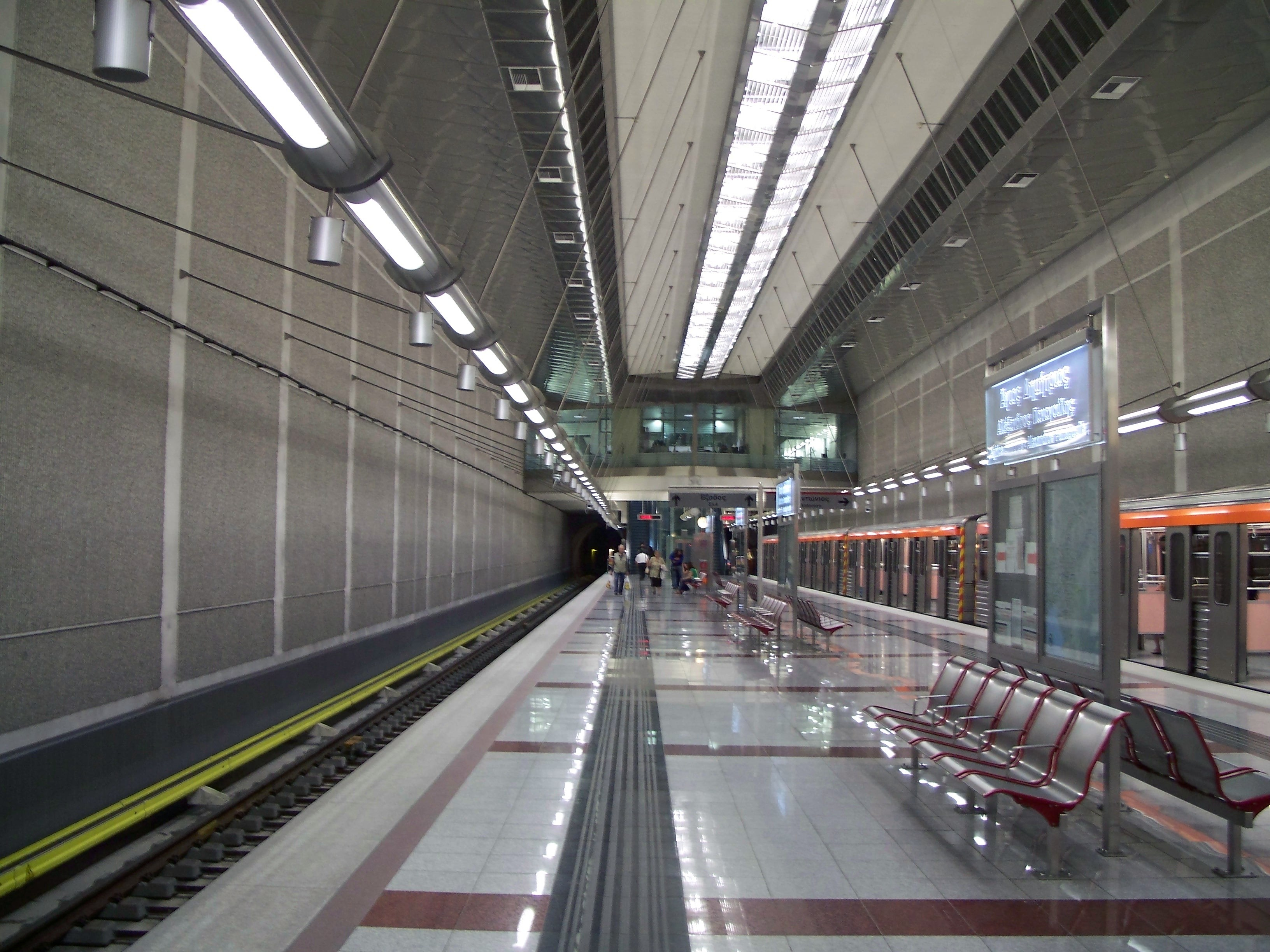
Estación de metro de Agios Dimitrios con una plataforma central

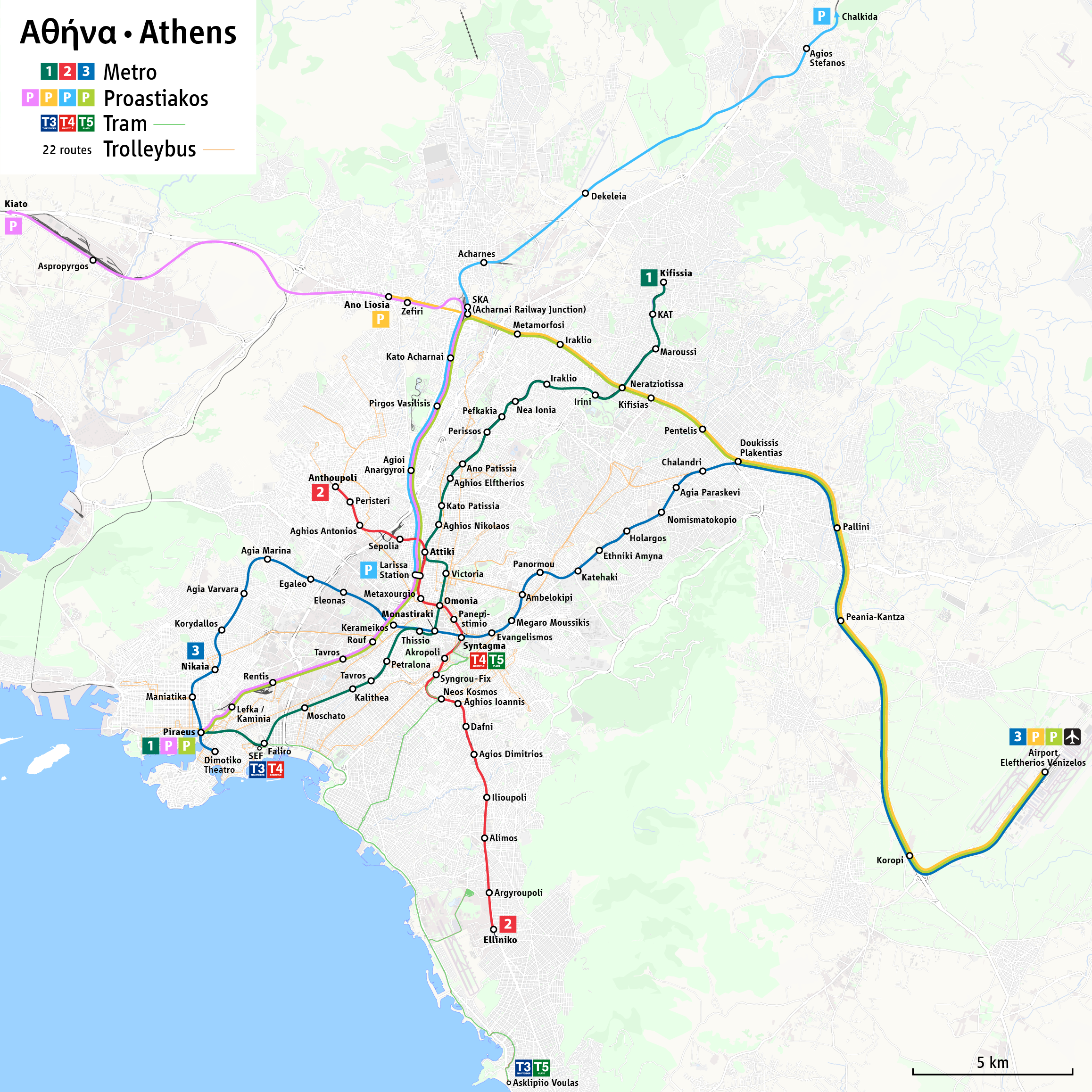
Mapa esquemático del metro de Atenas (enero de 2014)

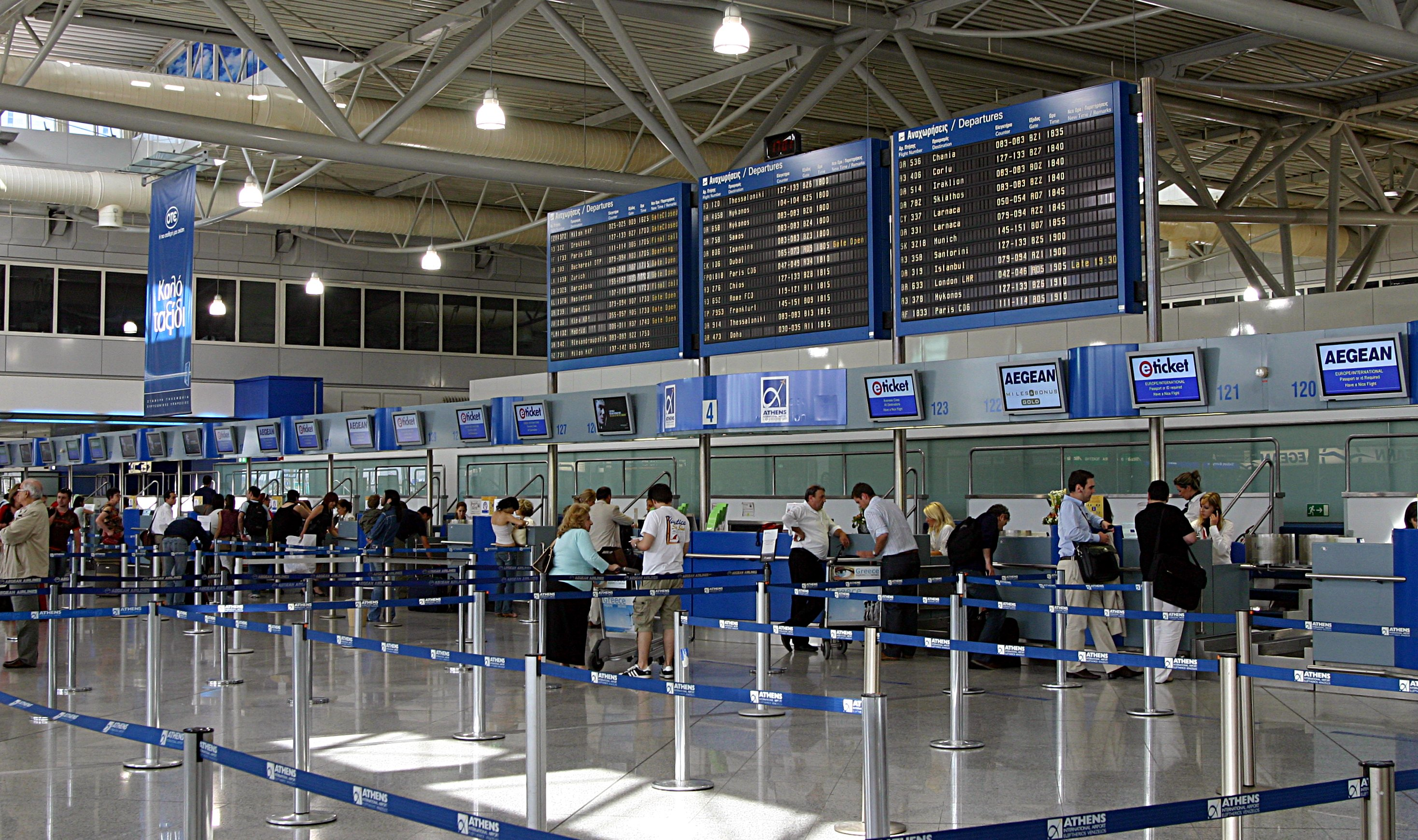
Aeropuerto Internacional Eleftherios Venizelos.

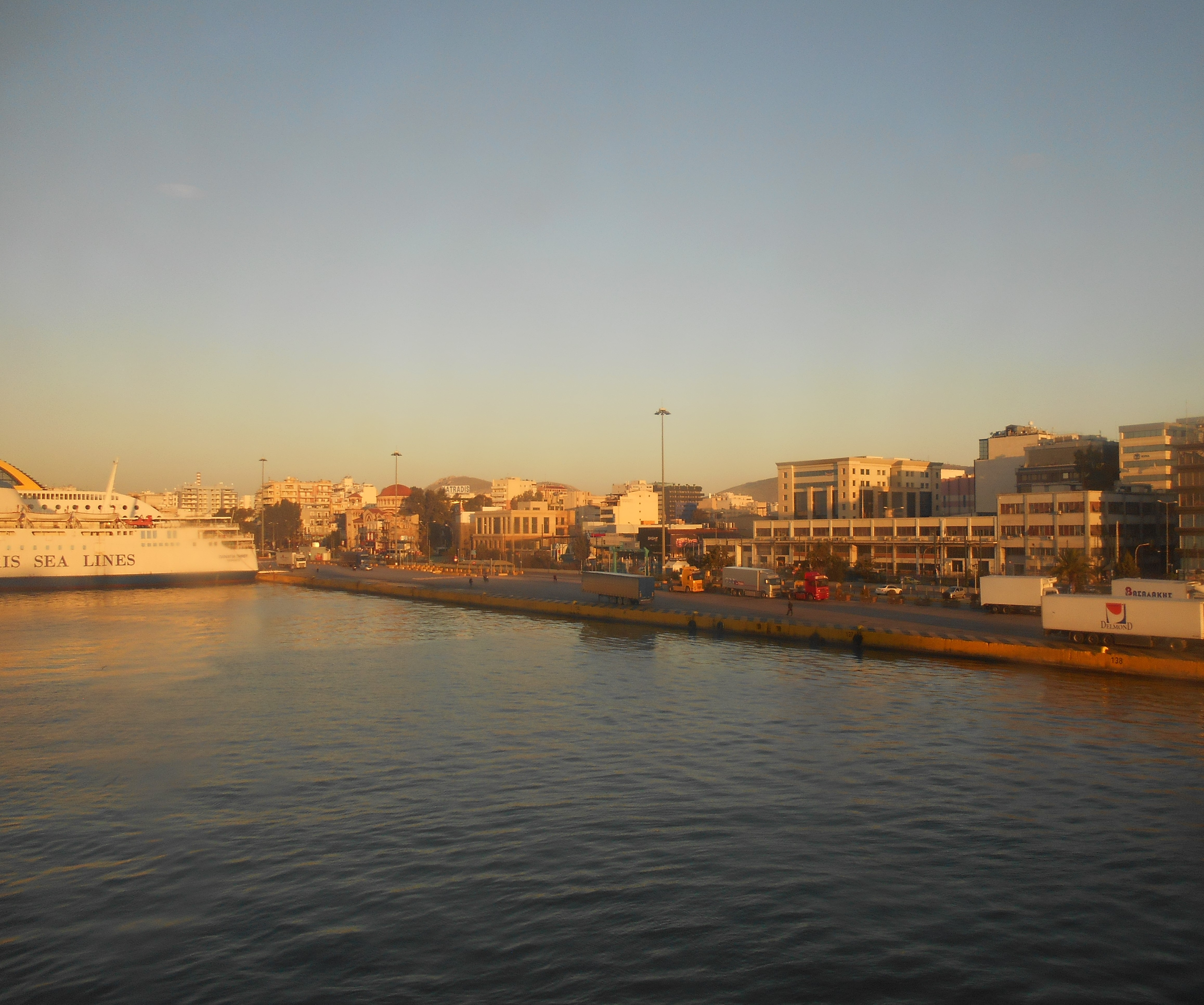
Zona del puerto del Pireo

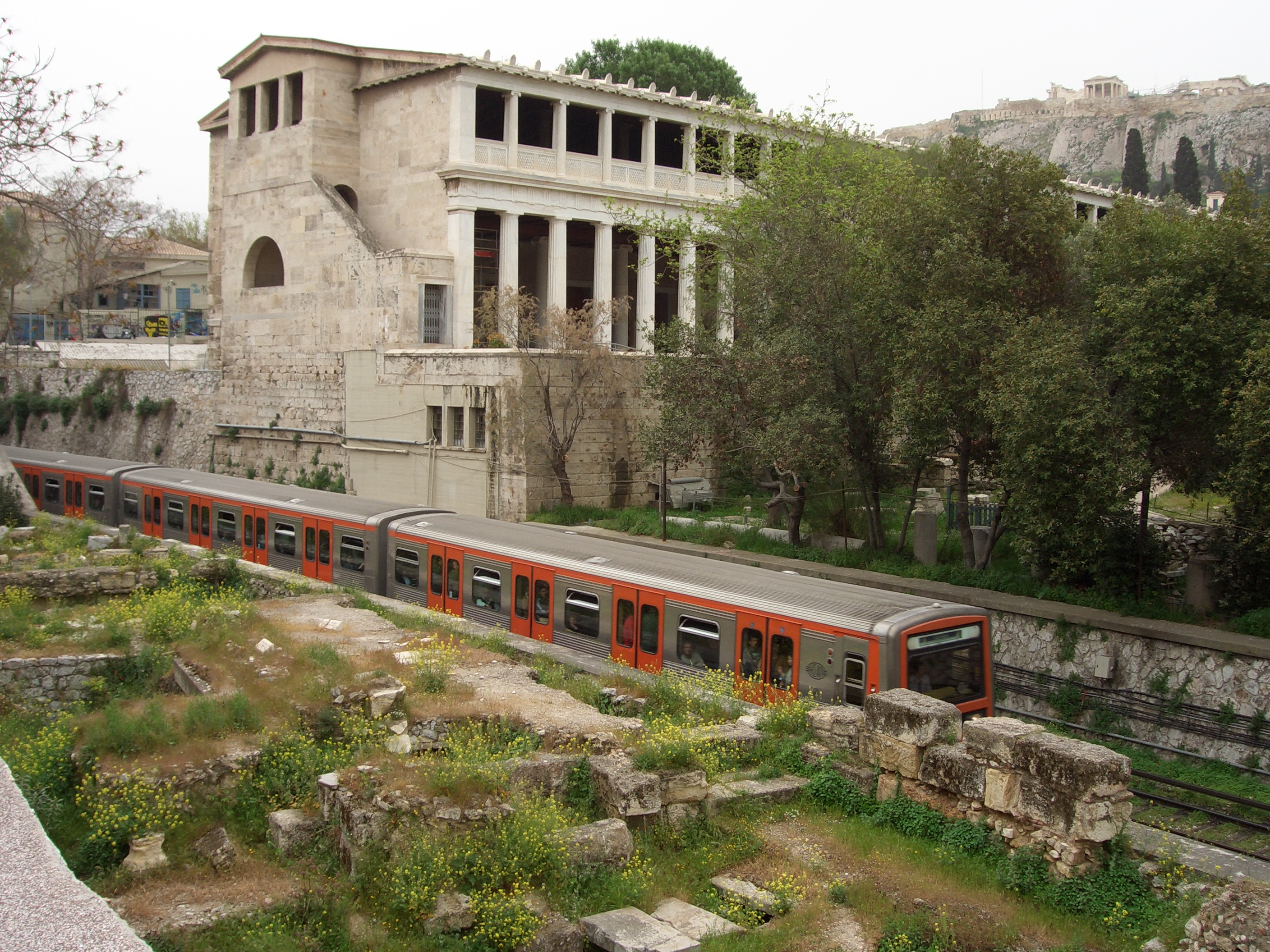
Metro de Atenas a su paso junto al Ágora Antigua.

Atenas es atendida por una variedad de medios de transporte, formando el mayor sistema de transporte masivo de Grecia. El Sistema de Transporte Masivo de Atenas consiste en una flota de grandes autobuses, una flota de trolebús que sirve principalmente el centro de Atenas, el metro, un tren de cercanías y una red de tranvía, que conecta los suburbios del sur y del centro de la ciudad.

### Aéreo
El Aeropuerto Internacional Eleftherios Venizelos está situado cerca de la localidad ática de Markopoulo, a unos 20 km al este de Atenas.
En 2007, el aeropuerto manejó 16 538 390 pasajeros, un aumento del 9,7 % con respecto al año anterior de 2006. De los 16 538 390 pasajeros, 5 955 387 fueron de vuelos nacionales y 10 583 003 pasajeros fueron de vuelos internacionales. Más allá de las dimensiones de su capacidad de pasajeros, ATH manejó 20 294 vuelos totales en 2007, es decir, aproximadamente 562 vuelos por día.

### Marítimo
El puerto del Pireo, situado a 10 km del centro de la ciudad, es uno de los más importantes del Mediterráneo, tanto en lo referente a pasajeros como en lo referente a mercancías. Desde el Pireo parten múltiples ferries que recorren las rutas entre Atenas y las numerosas islas del Egeo, así como rutas internacionales. También existen dos puertos de menor importancia, en Rafina y en Lavrio, situados al este y sureste de Atenas en la costa del Ático.

### Metro
El Metro de Atenas, más conocido como Attikó Metró (griego: Αττικό Mετρό) y proporciona el transporte público en toda el área urbana de Atenas. Aunque su objetivo principal es el transporte también alberga restos arqueológicos encontradas durante la construcción del metro. El metro de Atenas tiene un personal operativo de 387 y formado actualmente por tres líneas de metro; la Verde (Línea 1), operada por ISAP y La Roja (línea 2) y La Azul (línea 3) operadas por Attikó Metró, estas dos últimas líneas fueron construidas durante la década de 1990 e inauguradas en enero de 2000, aunque también está proyectada la construcción de una cuarta línea y un importante proyecto de prolongación que está en marcha y está prevista la apertura de nuevas estaciones en los próximos años hasta 2018. Todas las rutas se encuentran completamente bajo tierra y es usada diariamente por unos 550 000 pasajeros.
Desde 2013, las líneas cubren los siguientes trayectos:
- Línea 1 (ISAP): El Pireo-Kifisia

- Línea 2 (Attiko Metro): se extiende desde la estación de Anthoupoli hasta la estación de Elliniko estación y la longitud de la línea es de una distancia de 17,5 km. La línea conecta los barrios del oeste de Atenas con la zona sudeste pasan pasando por el centro de Atenas. Enlaza con la línea Verde (línea 1) a través de las estaciones de Ática y la Plaza Omonia. También la línea está conectada con la Azul (línea 3) en la estación de Plaza Syntagma y conectado con el tranvía en las estaciones de la plaza Syntagma, Sygrou-Fix y Agios Ioannis.

- Línea 3 (Attiko Metro): Egaleo-Aeropuerto Eleftherios Venizelos.

### Tranvía

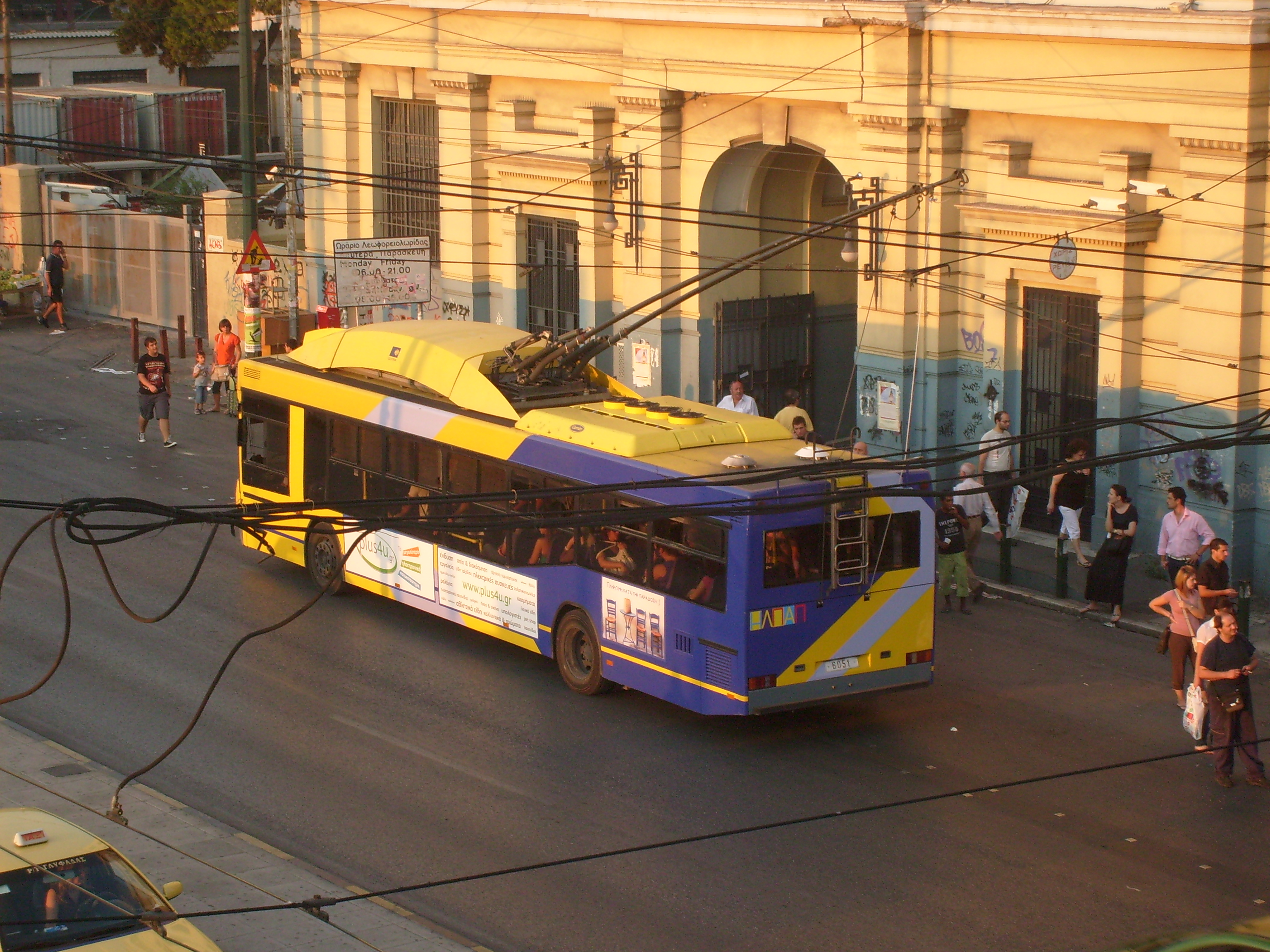
Trolebús en El Pireo.

- Tranvía: el tranvía cuenta con dos líneas, que van paralelas desde el centro (Plaza de Sintagma) hasta la costa (en el municipio de Paleo Faliro), donde se separan, siguiendo la línea costera hacia el este (Glyfada) y hacia el oeste (El Pireo).
- Proastiakós: este tren, también de construcción reciente, une el aeropuerto con la ciudad de Corinto a 88 km, pasando por la Estación Central de Atenas. La ramificación a Corinto y muy pronto a Chalkida entre otras futuras expansiones no se consideran urbanas, a diferencia del servicio Aeropuerto-Estación Central de Tren, que se considera suburbana al cubrir el área metropolitana de Attika.

### Autobús
- Autobuses (operados principalmente por la empresa ETHEL) y trolebuses (operados por ILPAP): la ciudad cuenta con una flota amplia y modernizada, incluyendo la flota de buses a gas más extensa de Europa.
- Hay gran cantidad de taxis. La flota cuenta con unas 17 000 unidades.

### Estadísticas de transporte público
De acuerdo con el reporte realizado por Moovit en julio de 2017, el promedio de tiempo que las personas pasan en transporte público en Athens, por ejemplo desde y hacia el trabajo, en un día de la semana es de 71 min., mientras que el 16% de las personas pasan más de 2 horas todos los días. El promedio de tiempo que las personas esperan en una parada o estación es de 18 min., mientras que el 34% de las personas esperan más de 20 minutos cada día. La distancia promedio que la gente suele recorrer en un solo viaje es de 6.8 km, mientras que el 13% viaja por más de 12 km en una sola dirección.

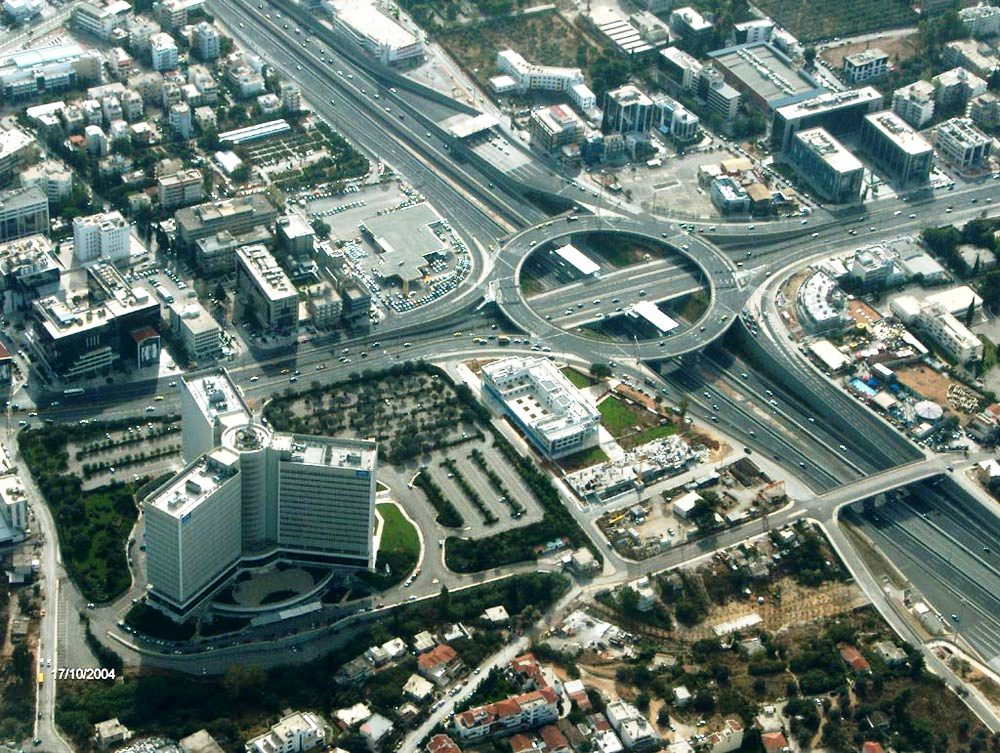
Autopista Attiki Odos Maroussi.

### Red de carreteras
Las infraestructuras de transporte han sido considerablemente mejoradas durante los últimos años. La principal vía de transporte es la autopista de peaje Attiki Odos, inaugurada en 2003, que cruza Ática conectando al aeropuerto (al este de Atenas) con la ciudad de Elefsina (al oeste), y atravesando el área metropolitana varios kilómetros al norte del centro de la ciudad, con ramales en el este (Imitós) y el oeste (Egaleo).

## Educación

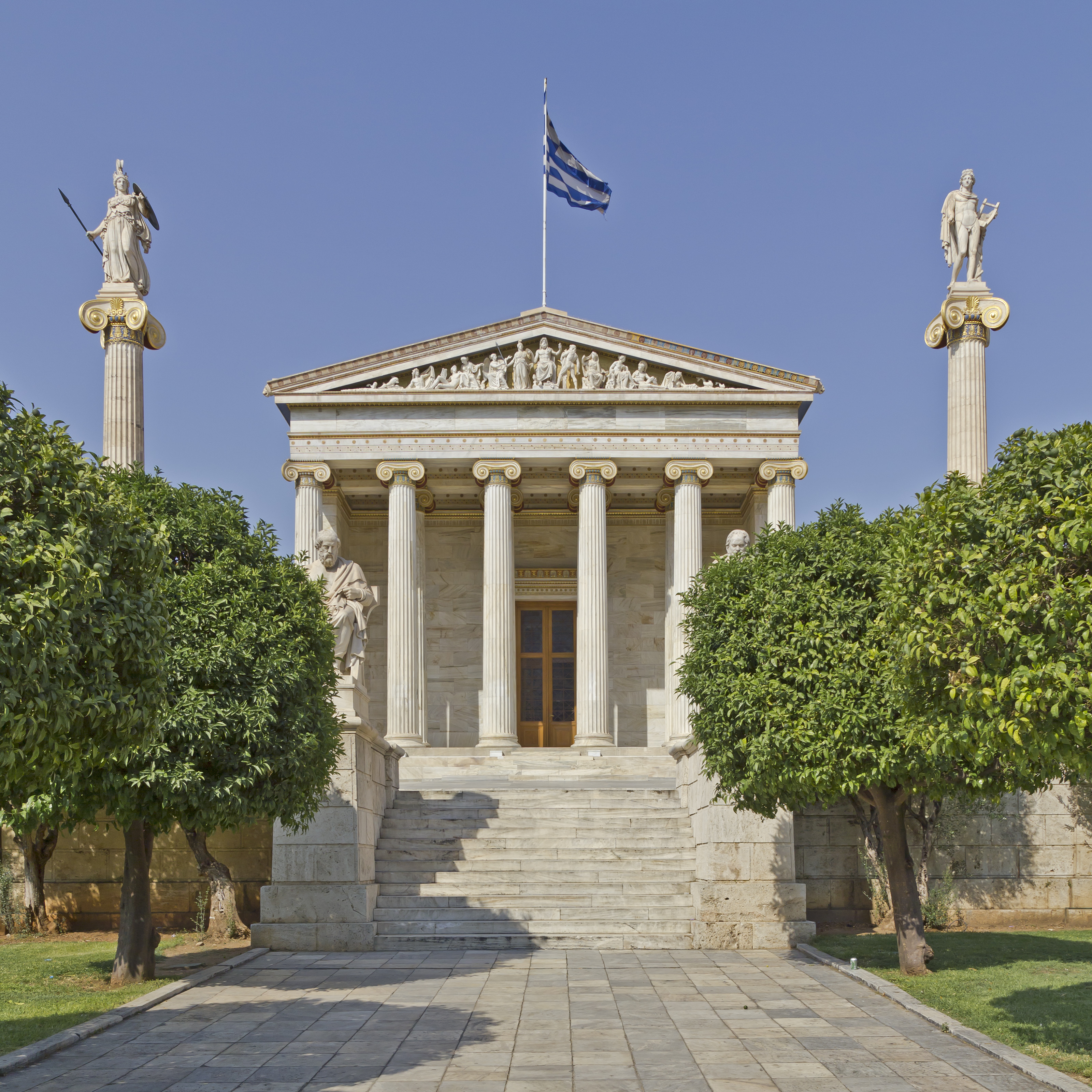
Edificio de la Academia de Atenas (moderna)

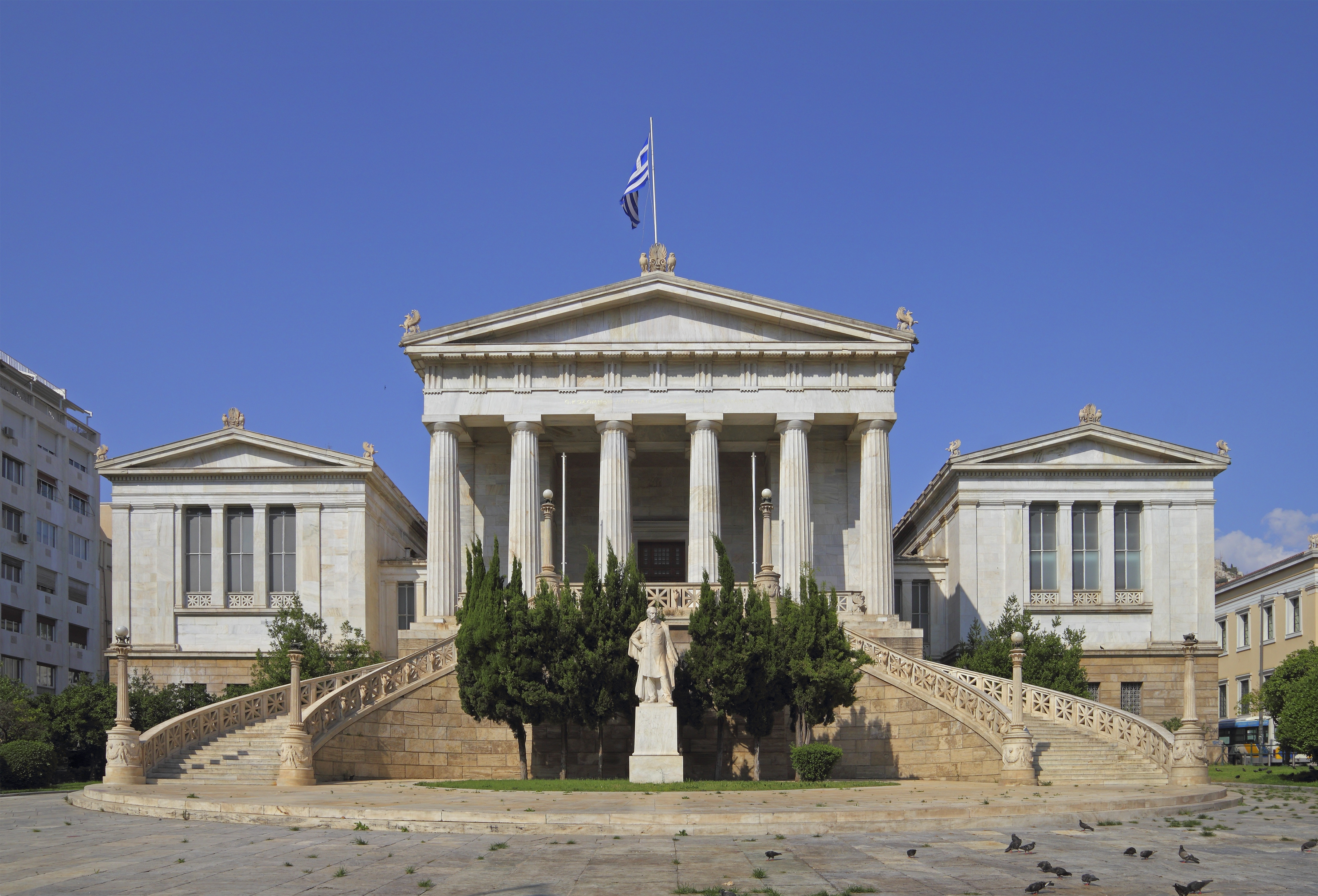
La entrada de la Biblioteca Nacional de Grecia

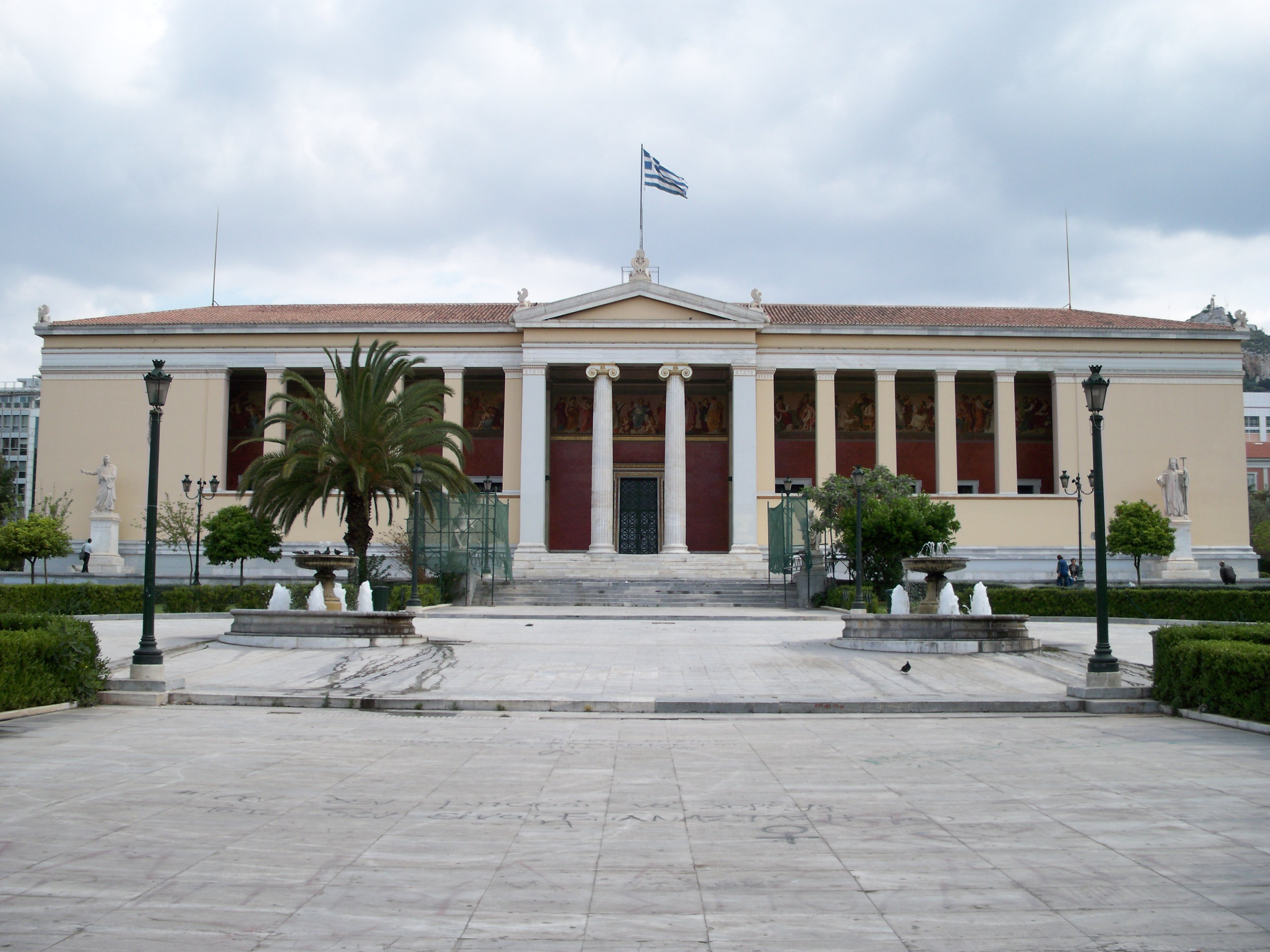
La Propylaea, parte de la “Trilogía”, fue diseñada por Theofil Hansen, actualmente sirve como sala de conferencias y es el rectorado de la Universidad de Atenas

Situado en la calle Panepistimiou, el viejo campus de la Universidad de Atenas, la Biblioteca Nacional y la Academia de Atenas forman la "trilogía de Atenas", construidos durante la mitad del siglo XIX. Aunque la mayor parte del funcionamiento de la universidad ha sido trasladado a un campus mucho más grande y moderno ubicado en el suburbio oriental de Zografou. La segunda institución de educación superior de la ciudad es la Universidad Politécnica, situada en la calle Patission. Este fue el lugar donde el 17 de noviembre de 1973, más de 13 estudiantes murieron y cientos resultaron heridos dentro de la universidad durante la Revuelta de la Politécnica de Atenas, en contra la junta militar que gobernó la nación desde el 21 de abril de 1967 hasta el 23 de julio de 1974.
Otras universidades que se encuentran en Atenas son la Universidad de Economía y Negocio de Atenas, la Universidad Panteion, la Universidad de Agricultura de Atenas y la Universidad del Pireo. Hay once instituciones de educación superior, que se encuentran en el área metropolitana de Atenas y son apoyadas por el Estado, estas son según el orden cronológico: La Escuela de Bellas Artes de Atenas (1837), La Universidad Politécnica Nacional de Atenas (1837), la Universidad Nacional y Kapodistríaca de Atenas (1837), Universidad de Agricultura de Atenas (1920), la Universidad de Economía y Negocio de Atenas (1920), La Universidad Panteion (1927), La Universidad del Pireo (1938), La Universidad de Ciencias Aplicadas Del Pireo (1976 ), Instituto de Educación Tecnológica de Atenas (1983), La Universidad Harokopio (1990), la Escuela de Educación Pedagógica y Tecnológica (2002). También hay otros colegios privados, nombre por el que se denominaron oficialmente en Grecia, como la creación de universidades privadas que según la Constitución están prohibidas. Muchos de ellos son acreditados por un estado extranjero o por la universidad como el Colegio Americano de Grecia en Atenas o el campus de Atenas de la Universidad de Indianápolis.

## Patrimonio

### Grandes complejos arqueológicos

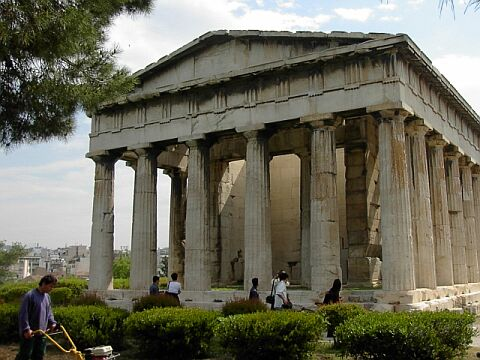
Templo dórico de Hefesto.

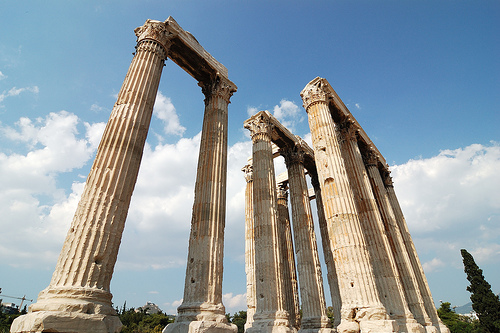
Ruinas del Templo de Zeus Olímpico.

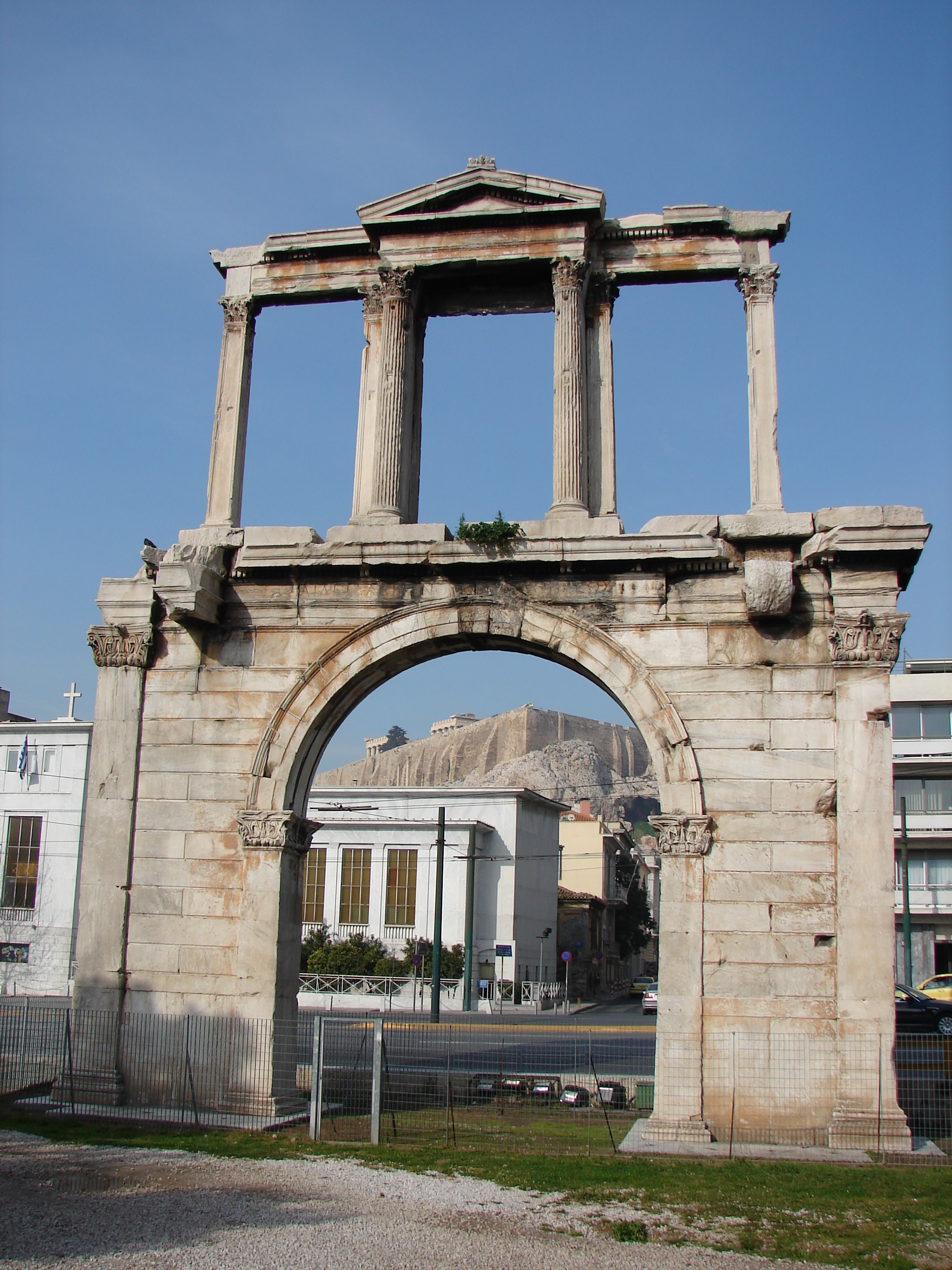
Arco de Adriano, con la Acrópolis al fondo.

Atenas es una ciudad excepcionalmente rica en yacimientos arqueológicos, que abarcan desde la época arcaica de Grecia hasta la dominación romana. Gran parte de ellos están abiertos al público. Los más destacados son los cinco grandes complejos arqueológicos, situados en el centro de la ciudad:
- Acrópolis, con el Partenón, Erecteión, Propileos, templo de Atenea Niké y museo. También hay restos en la ladera sur de la Acrópolis.
- Ágora antigua.
- Ágora romana. Junto a ella se encuentran la Torre de los Vientos y la Biblioteca de Adriano.
- Cerámico, antiguo cementerio situado al lado de las antiguas murallas.
- Templo de Zeus Olímpico. Próximo está el Arco de Adriano.

### Otros restos arqueológicos
Abundan los restos arqueológicos de menor dimensión repartidos por la ciudad, frecuentemente visibles al nivel de la vía pública. Algunos restos destacados son:
- Linterna de Lisícrates.
- Monumento de Filopappos.
- Areópago, una pequeña elevación rocosa frente a la Acrópolis donde se celebraban los juicios durante la Época Clásica.
- Pnyx, una colina rocosa cercana al Filopapos y la Acrópolis donde se celebraban las asambleas legislativas durante la Época Clásica: es decir, el primer parlamento democrático.

Existen también abundantes restos menores: restos de muralla, carretera y tumbas en la plaza Kotzia; termas romanas en la calle Amalias, junto a los Jardines Nacionales; restos de una vivienda con mosaicos en los Jardines Nacionales; una sección vertical de varias capas arqueológicas en la estación de metro de Syntagma; etc. Permanentemente se llevan a cabo trabajos de restauración y remodelación.

### Época medieval
Los monumentos desde la época medieval hasta el siglo XVIII incluyen un gran número de iglesias bizantinas.
- Monasterio de Kesariani, situado en la falda del monte Imitos, en el municipio de Kesariani, a las afueras de Atenas. Contiene frescos de los siglos XVI y XVII.
- Monasterio de Dafni, situado en el monte Egaleo, a las afueras del municipio de Haidari. Levantado sobre un templo de Apolo y declarado Patrimonio de la Humanidad.

### Época moderna

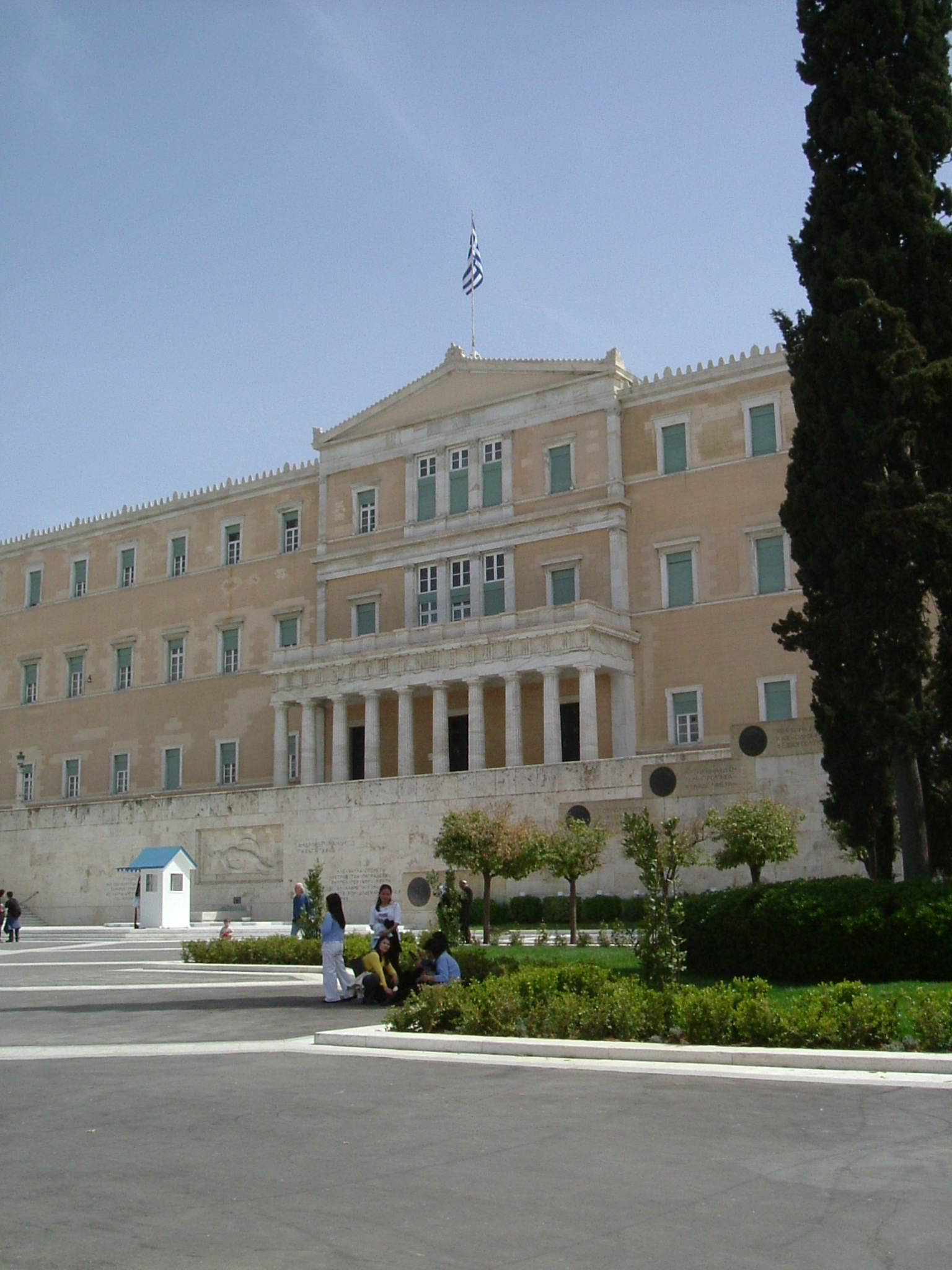
Parlamento Helénico, localizado en la Plaza Sintagma.

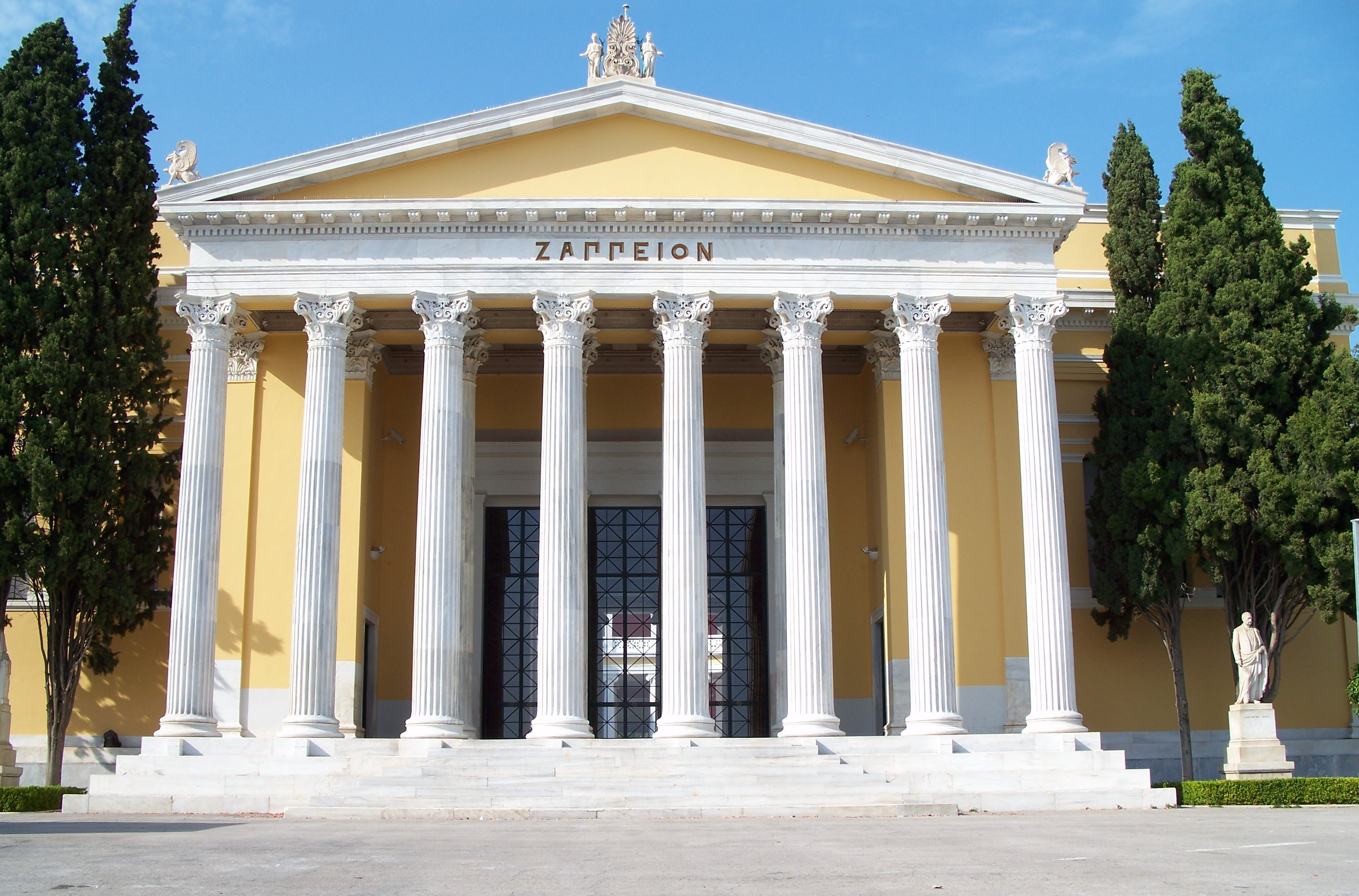
Záppeion, palacio de exposiciones y centro de conferencias diseñado por Theofil Hansen.

Hay muchas muestras de arquitectura neoclásica del siglo XIX y principios del XX.
- «Trilogía neoclásica»: tres edificios del siglo XIX (la Academia, la Biblioteca Nacional y la Universidad de Atenas), construidos según las propuestas del arquitecto Theophile Hansen. Están situados en la céntrica calle Eleftherios Venizelos (también llamada Panepistimiou).
- Academia de Platón.
- Mitrópoli, catedral de 1862, la primera construcción importante tras la independendencia de Turquía.
- Panagía Gorgo epíkoos, levantada sobre un antiguo templo de Eileitia.
- Plaka.
- Anafiotika.
- Plaza Sintagma, corazón de la Atenas moderna, donde se sitúan el Parlamento y el Monumento al soldado desconocido.
- Plaza Monastiraki, donde se sitúa un colorido mercadillo callejero y un monasterio ortodoxo que da nombre al lugar.
- Puerto de El Pireo.
- Gazi, antigua fábrica de gas, reconvertida en espacio cultural.

## Urbanismo

### Parques y zoos

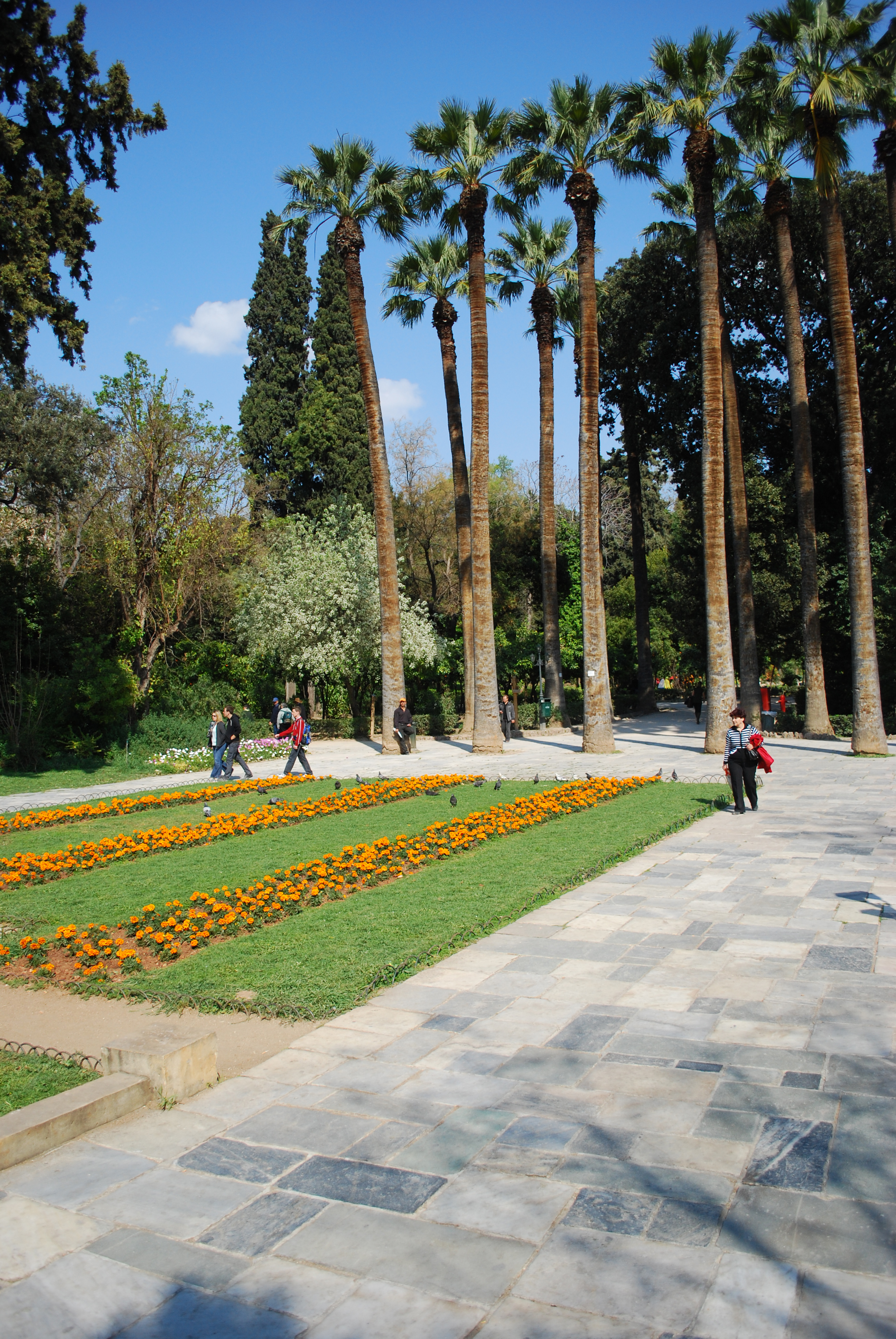
La entrada de los Jardines Nacionales, encargados por la reina Amalia en 1838 y completados en 1840

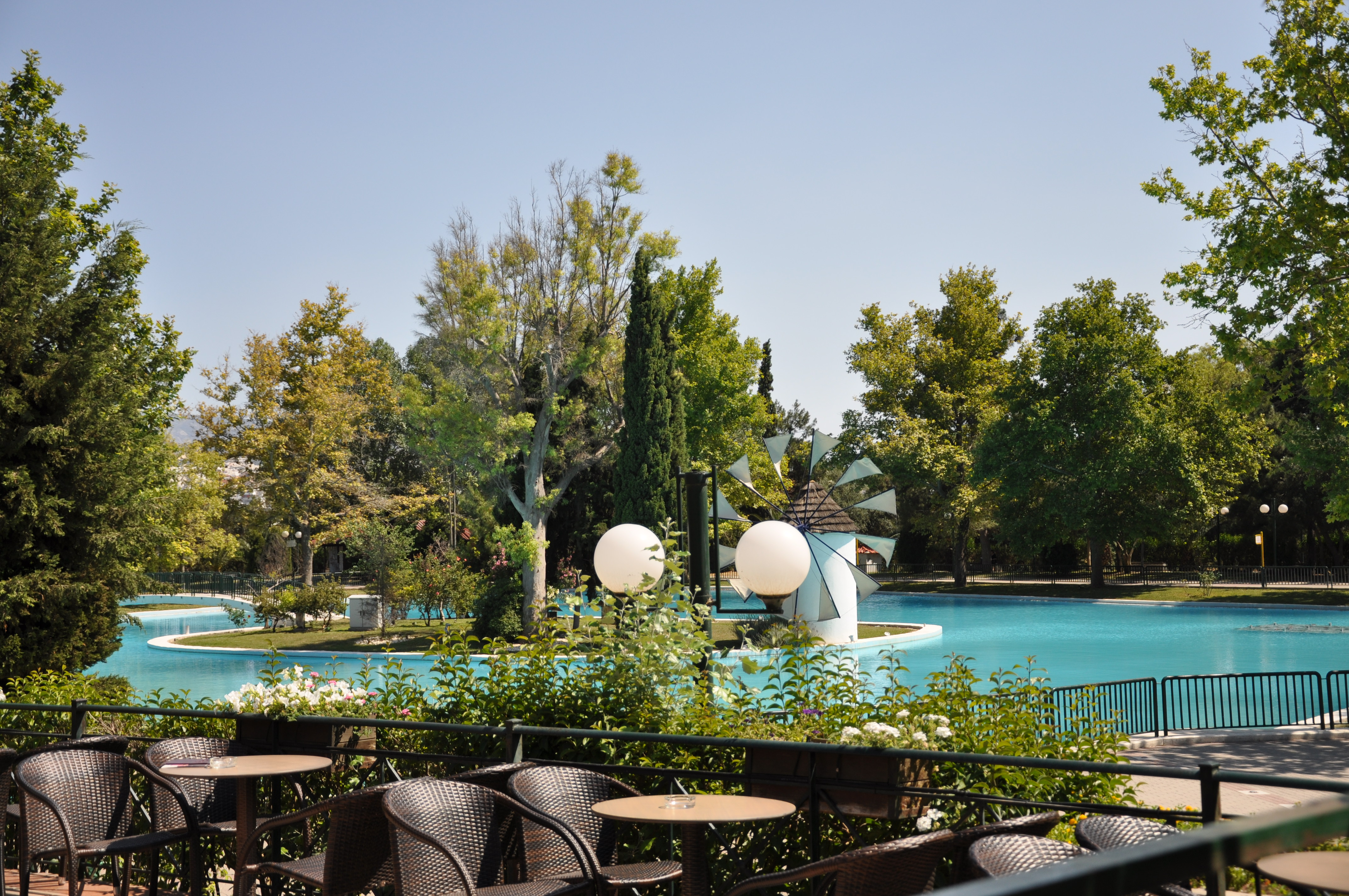
Lago artificial en Nea Filadelfeia.

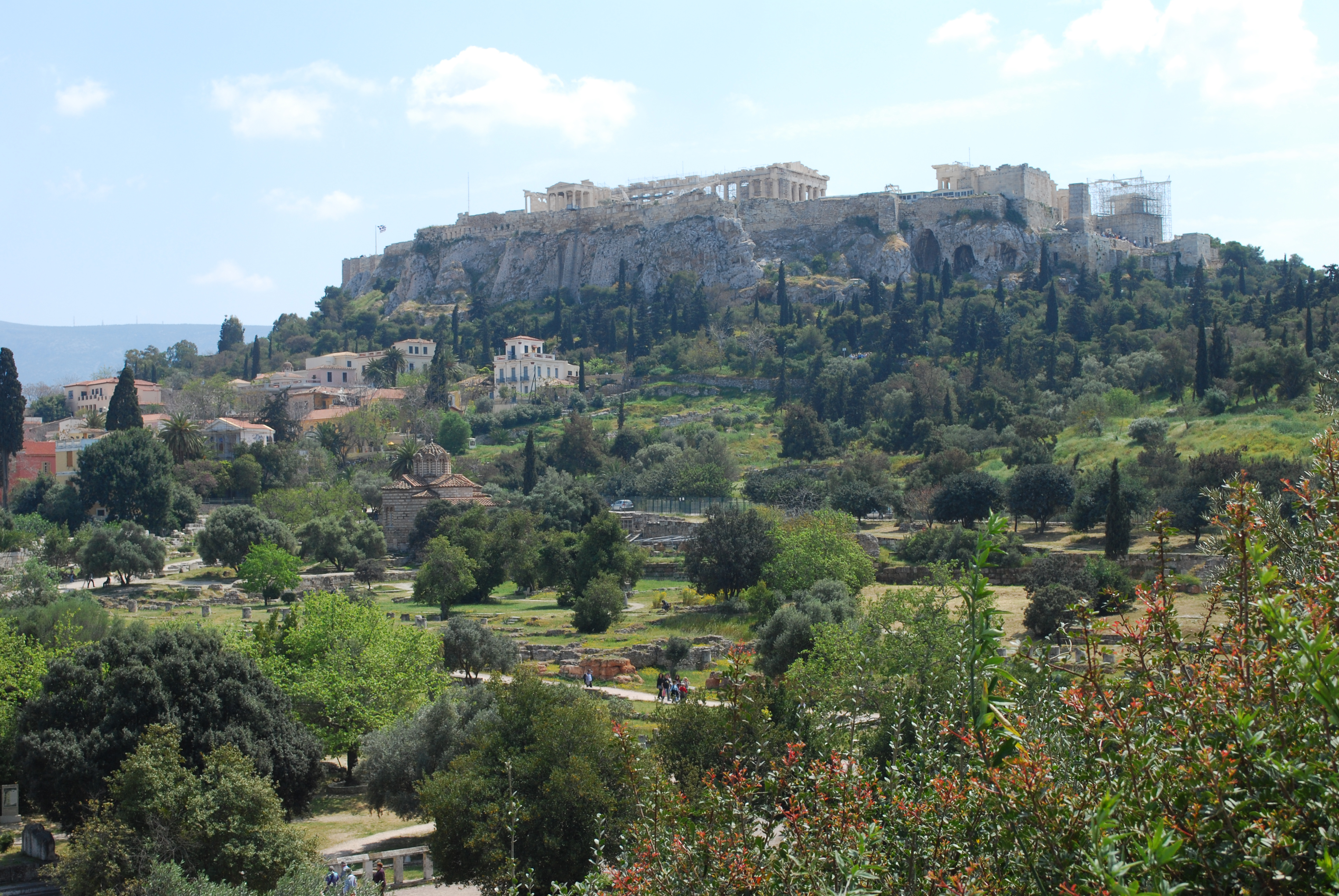
Los pies de la Acrópolis, visto desde la antigua Agora.

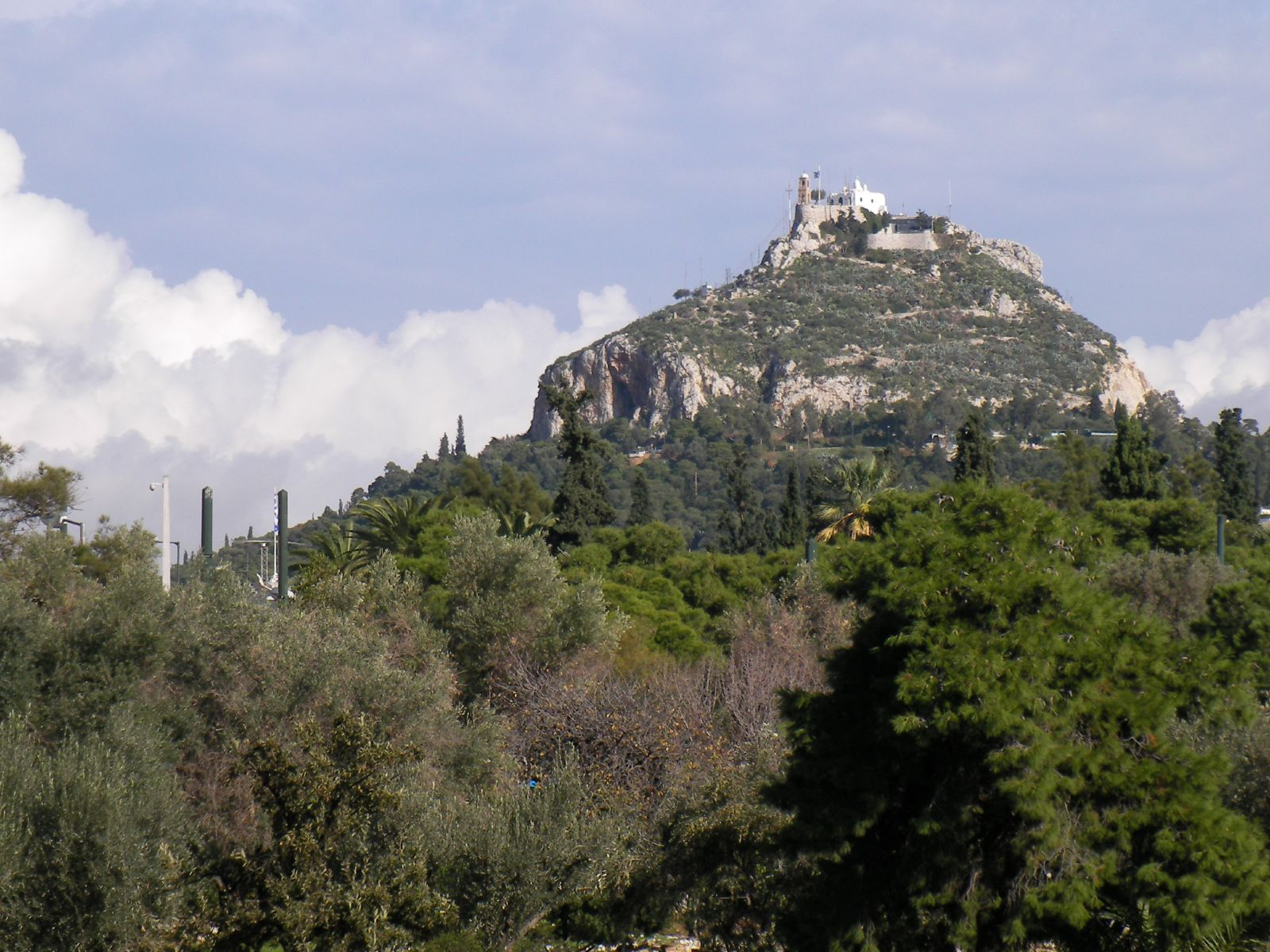
Colina y bosque del Licabeto.

Los principales complejos arqueológicos de Atenas están integrados dentro de parques, a su vez conectados entre sí por paseos peatonales, que forman un conjunto unificado de fácil visita. En particular, la Acrópolis y el Ágora antigua están integradas dentro de una gran zona verde que también incluye las colinas de Filopappos, Ninfeon y Mouseion, la roca del Areópago, y restos arqueológicos como Pnyx, el monumento de Filopappos o restos de la antigua muralla de Atenas.
En el centro de la ciudad se encuentran los Jardines Nacionales, que datan del siglo XIX. En su entorno se encuentran varios puntos de interés: el edificio del Parlamento; el templo de Zeus Olímpico; la calle de Herodes Ático, donde se hallan las residencias oficiales del presidente y primer ministro de Grecia; el edificio neoclásico del Záppeion, y sus jardines. Otras colinas de la ciudad están pobladas con diferentes especies de árboles, más a modo de pequeños bosques que de típicos parques urbanos: es el caso del Licabeto, Strefi o Arditós.
Zoológico más grande de Atenas es el Parque zoológico de Ática es un zoológico privado de 20 hectáreas (49 acres) ubicado en el suburbio de Spata. El zoológico alberga a alrededor de 2 000 animales que representan 400 especies, y está abierto los 365 días del año. Existen zoológicos más pequeños de jardines o parques públicos, como el zoológico en el Jardín Nacional de Atenas.

### Naturaleza

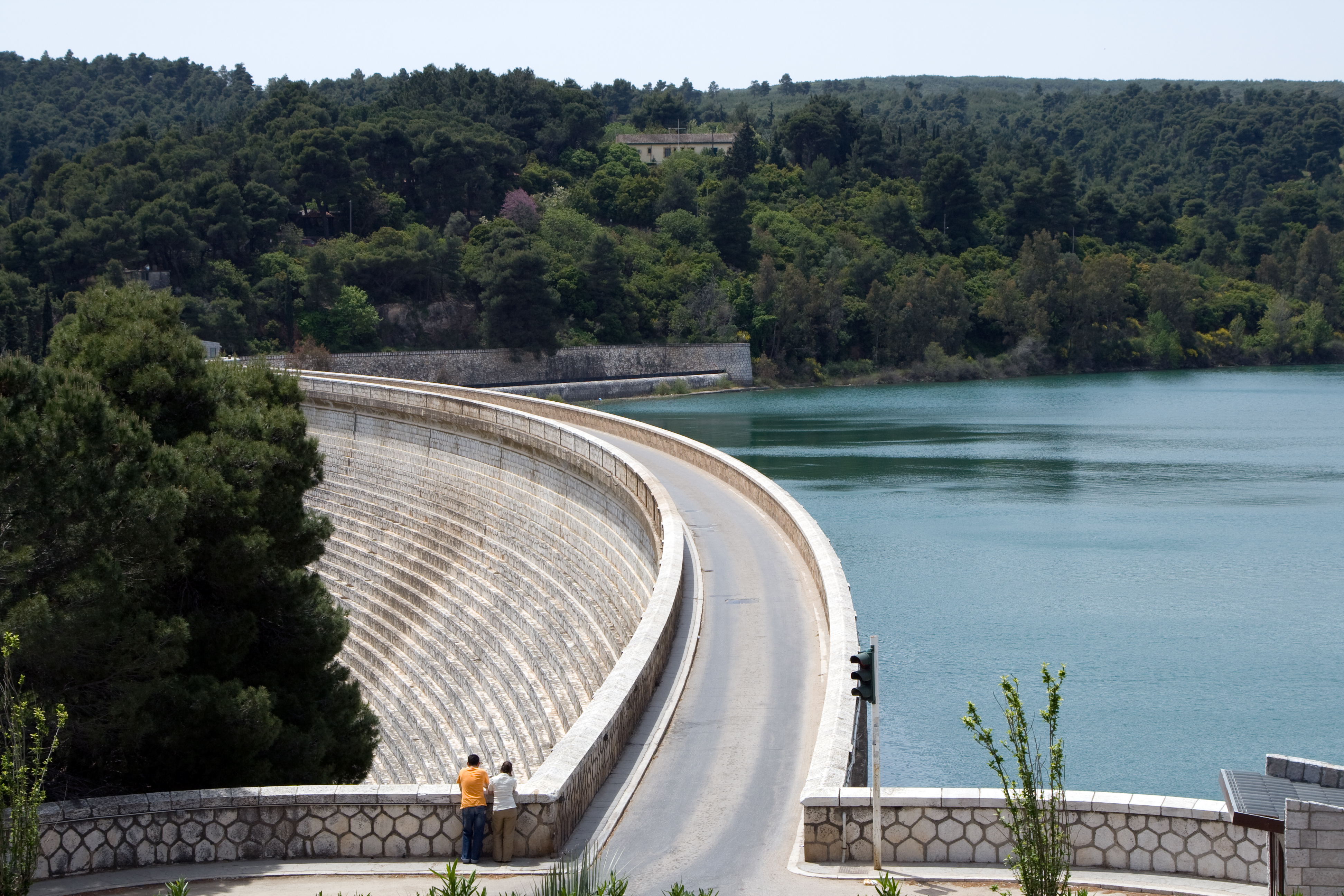
Lago Maratón.

Las montañas que rodean Atenas son importantes pulmones para la ciudad, y son utilizadas por los ciudadanos como espacio de ocio, aprovechando sus muchas rutas y visitando lugares de interés. Estas zonas disfrutan de diferentes niveles de protección, en cuanto a edificación y explotación de sus recursos naturales, y así, gran parte del Parnés está declarado parque nacional. Sin embargo, la edificación ilegal y los incendios forestales (como los ocurridos en 2007 y 2009) son importantes amenazas para su preservación.
En las cercanías de la zona urbana se encuentran dos lagos de interés. El Lago Maratón, a varios kilómetros de los municipios del extremo norte, es un embalse artificial cuya presa destaca por estar recubierta por mármol blanco del Pentélico. El Lago de Vouliagmeni, por su parte, se encuentra en el extremo más meridional de la ciudad, en el municipio del mismo nombre y a escasos metros del mar. Un balneario opera en este lago gracias a sus aguas termales, que mantienen una temperatura de 24 °C durante todo el año.

## Cultura

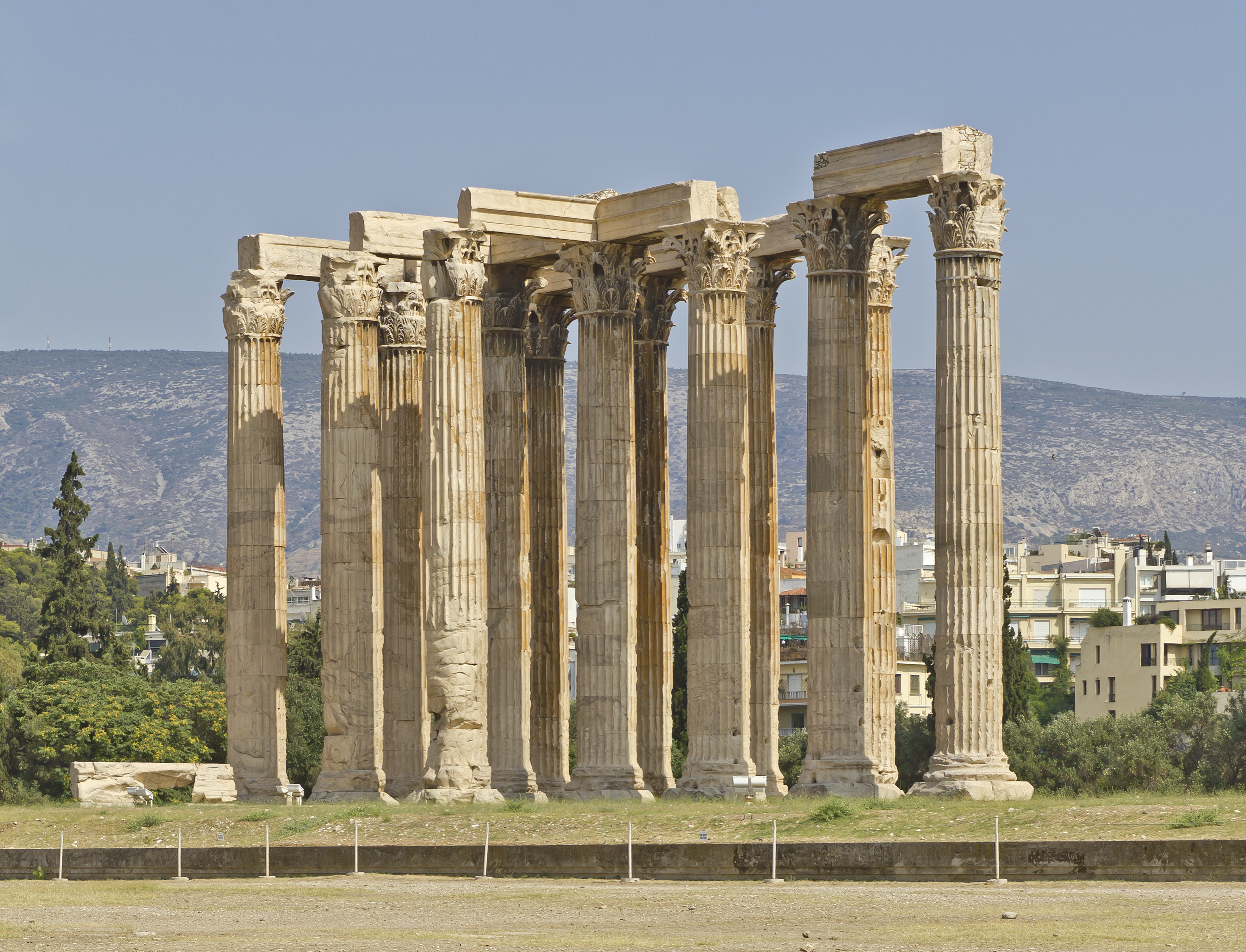
Ruinas del Templo de Zeus Olímpico

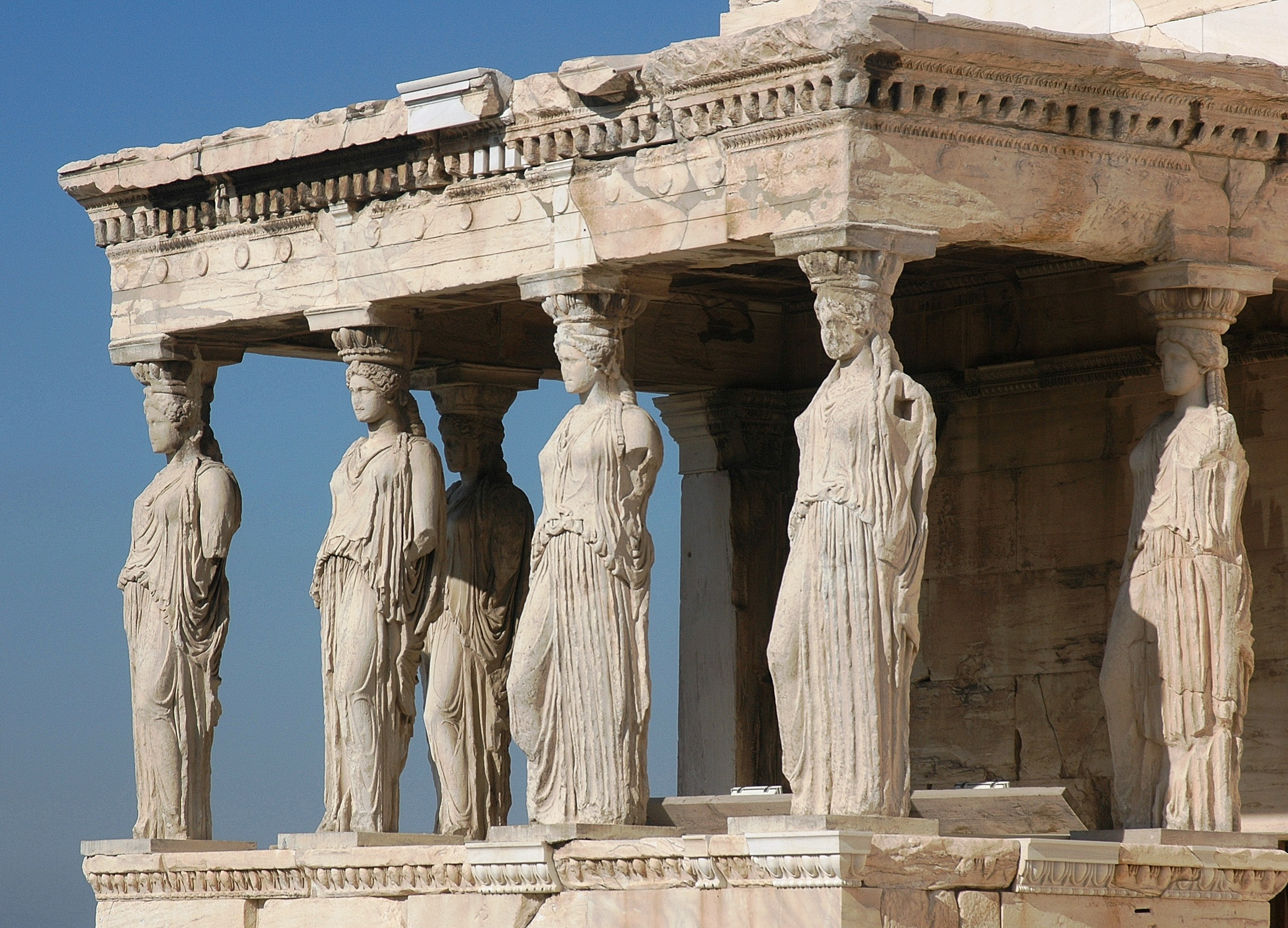
Vista de las Cariatides de Erecteón

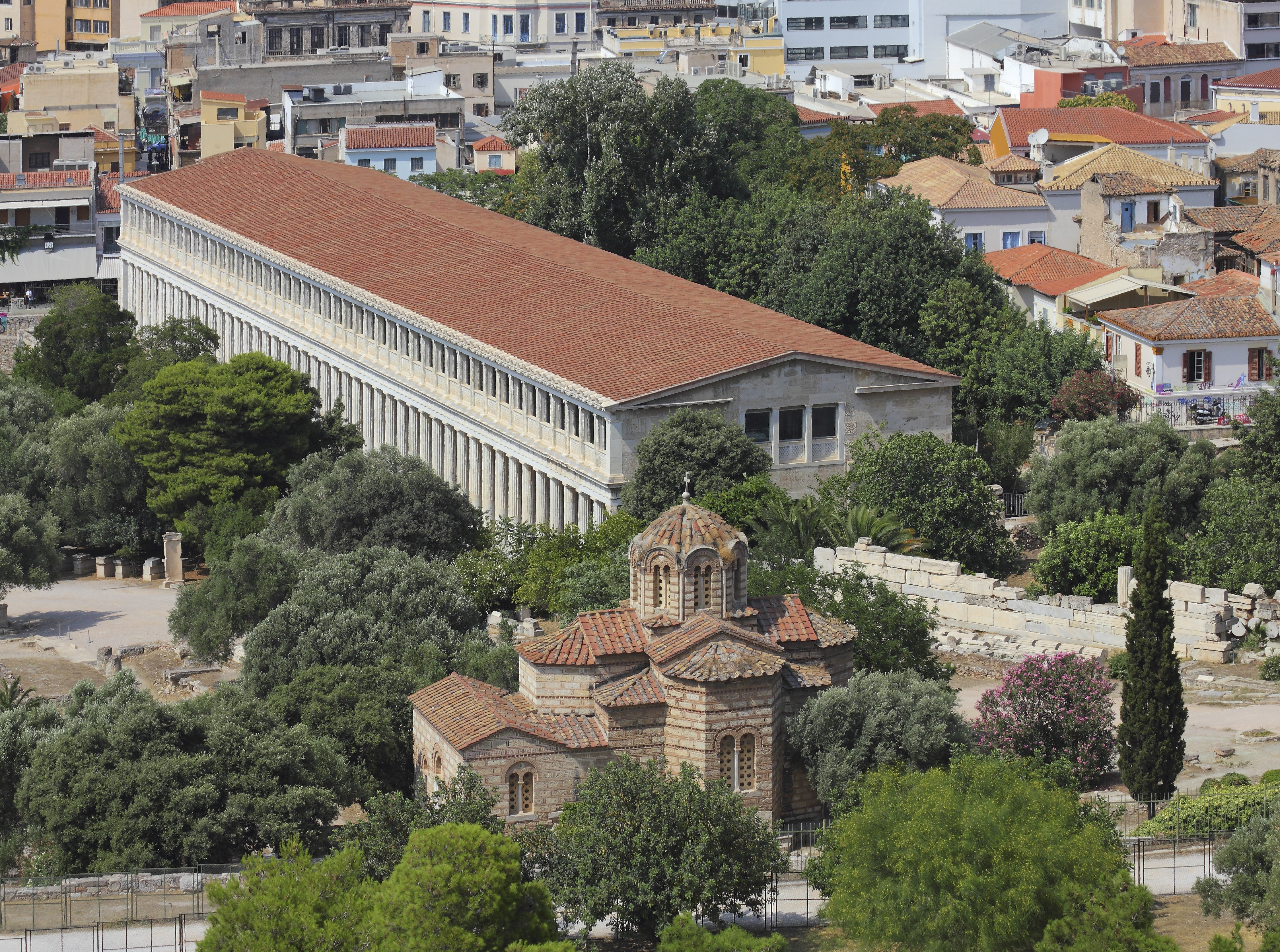
La Iglesia bizantina de Todos los Santos junto a la Estoa de Átalo

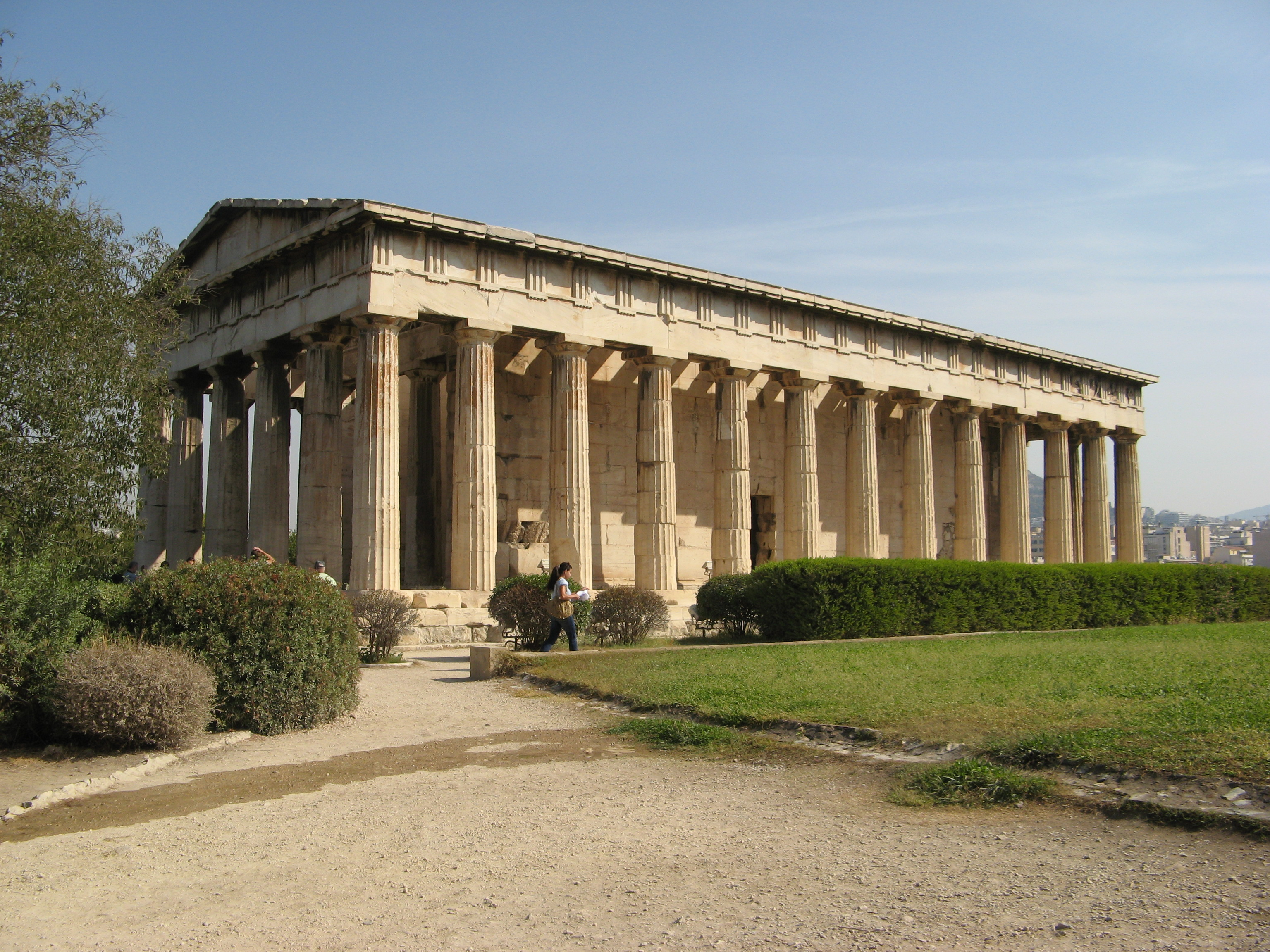
El Templo de Hefesto uno de los templos mejor conservados de la antigua Grecia.

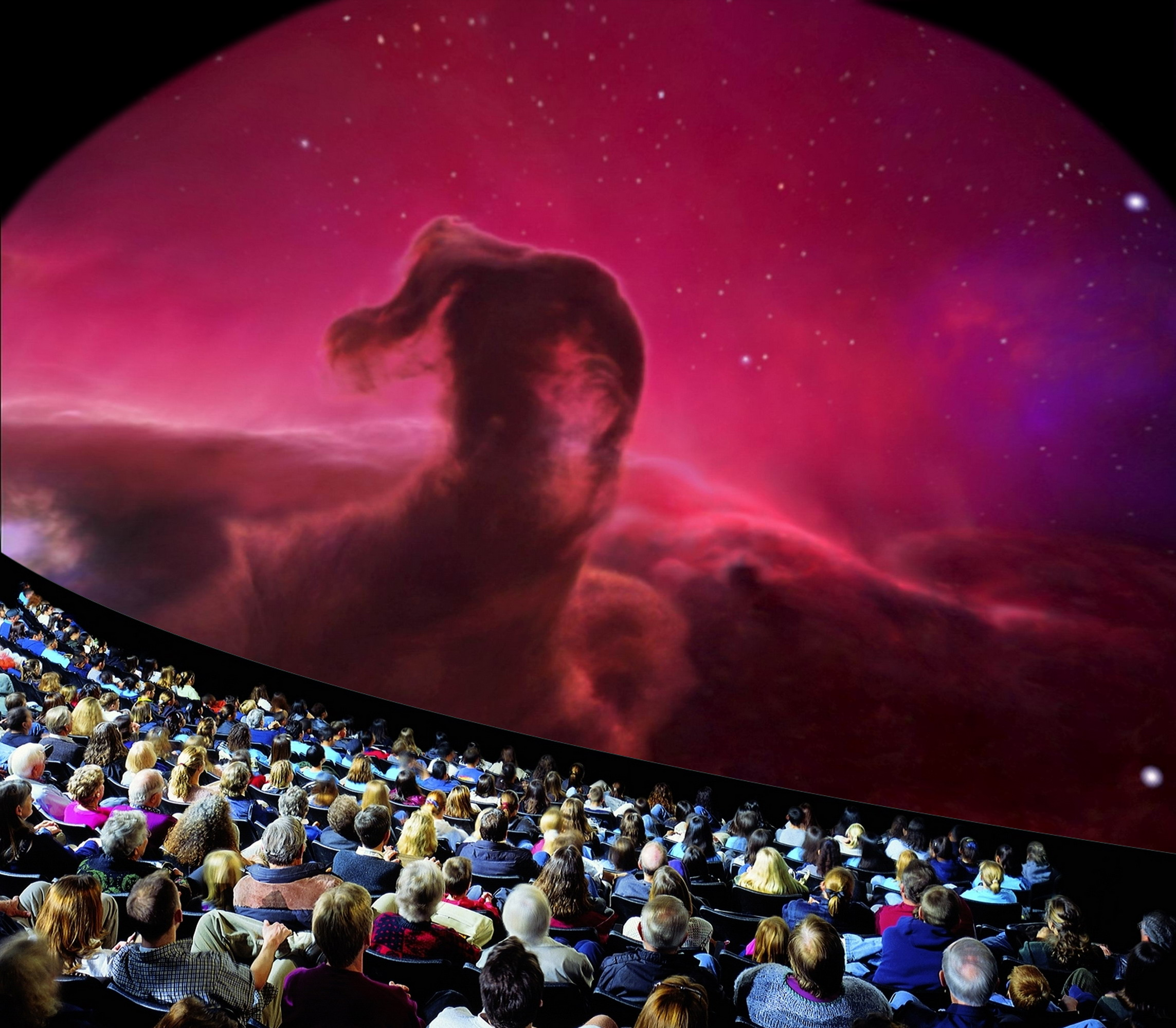
Athens Planetarium

### Centro Arqueológico
La ciudad es un centro de investigación arqueológica a nivel mundial. Entre las instituciones nacionales más importantes se encuentran tales como la Universidad de Atenas, la Sociedad Arqueológica, varios museos arqueológicos, entre ellos el Museo Arqueológico Nacional, el Museo de las Cícladas, el Museo Epigráfico, el Museo Bizantino, así como los museos en la antigua Agora, Acrópolis, Cerámico, y Museo Arqueológico del Cerámico. La ciudad es también la sede del Demócrito, un laboratorio de Arqueometría, junto con autoridades arqueológicas regionales y nacionales que forman parte del Ministerio de Cultura griego.
Atenas alberga 17 institutos arqueológicos extranjeros que pretenden promover y facilitar las investigaciones realizadas por científicos de países extranjeros. Como resultado, Atenas cuenta con más de una docena de bibliotecas arqueológicas y tres laboratorios arqueológicos especializados, y es la sede de varias charlas y conferencias dedicadas al arte, así como decenas de exposiciones arqueológicas realizadas cada año en la capital helena. En cualquier momento, cientos de estudiosos e investigadores internacionales de todas las disciplinas de la arqueología se encuentran en la ciudad.

### Museos
Destacan especialmente las colecciones arqueológicas que se pueden contemplar en Atenas. La Acrópolis, el Ágora Antigua y el Cerámico tienen museos in situ. Existen otros museos importantes especializados en determinados períodos históricos.
- Museo Arqueológico Nacional. Contiene la mayor colección de objetos y obras de arte de la Grecia antigua del mundo, cubriendo el período desde el Neolítico hasta la dominación romana. Exhibe objetos como la máscara funeraria de Agamenón, el Zeus de Artemision, los frescos recuperados en la isla de Santorini o el mecanismo de Anticitera.
- Museo de la Acrópolis. Originalmente situado en lo alto de la propia colina, ha sido trasladado a un nuevo edificio dotado de un espacio de exhibición mucho mayor, inaugurado en 2009.
- Museo de la Ciudad de Atenas.
- Museo del Ágora de Atenas, en el edificio de la reconstruida Stoa de Átalo.
- Museo Arqueológico del Cerámico.
- Museo Benaki. Cuenta con más de cuarenta salas que cuentan con más de 40 000 obras que abarcan un periodo desde la antigüedad, la ocupación romana, el periodo medieval de Bizancio, la caída de Constantinopla, la ocupación de otros países y la independencia, que muestran una muy completa visión de la evolución del arte griego a través de los tiempos.
- Museo Bizantino y Cristiano. Exhibe arte cristiano primitivo y bizantino proveniente de Grecia, Turquía y regiones más alejadas, como Siria o Etiopía. Tiene una de las colecciones más importantes del mundo en ese campo.
- Museo Epigráfico.
- Museo Histórico Nacional.
- Museo Judío de Grecia. Describe la historia y la cultura de la comunidad judía griega.
- Museo Nacional de Arte Contemporáneo, que abrió en 2000 en el edificio de una antigua fábrica de cerveza.
- Museo Numismático. Alberga una colección de monedas antiguas y modernas.
- Museo de Arte Cicládico. Se especializa en la característica escultura cicládica del II milenio a. C.
- Galería Nacional, la principal pinacoteca del país, que reabrió sus puertas en 2021 tras una renovación.

### Turismo
Atenas ha sido un destino para los viajeros desde la antigüedad. Durante la última década, las infraestructuras y los servicios sociales han mejorado, en parte debido a su exitosa candidatura para organizar los Juegos Olímpicos de 2004. El Gobierno griego, con la ayuda de la UE, ha financiado grandes proyectos de infraestructura entre los que destacan: el Aeropuerto Internacional Eleftherios Venizelos, la expansión del sistema de metro de Atenas, y la nueva autopista Attica.
Atenas fue votada como la tercera mejor ciudad europea para visitar en 2015 por European Best Destination. Más de 300.000 personas votaron.

### Arte y espectáculos

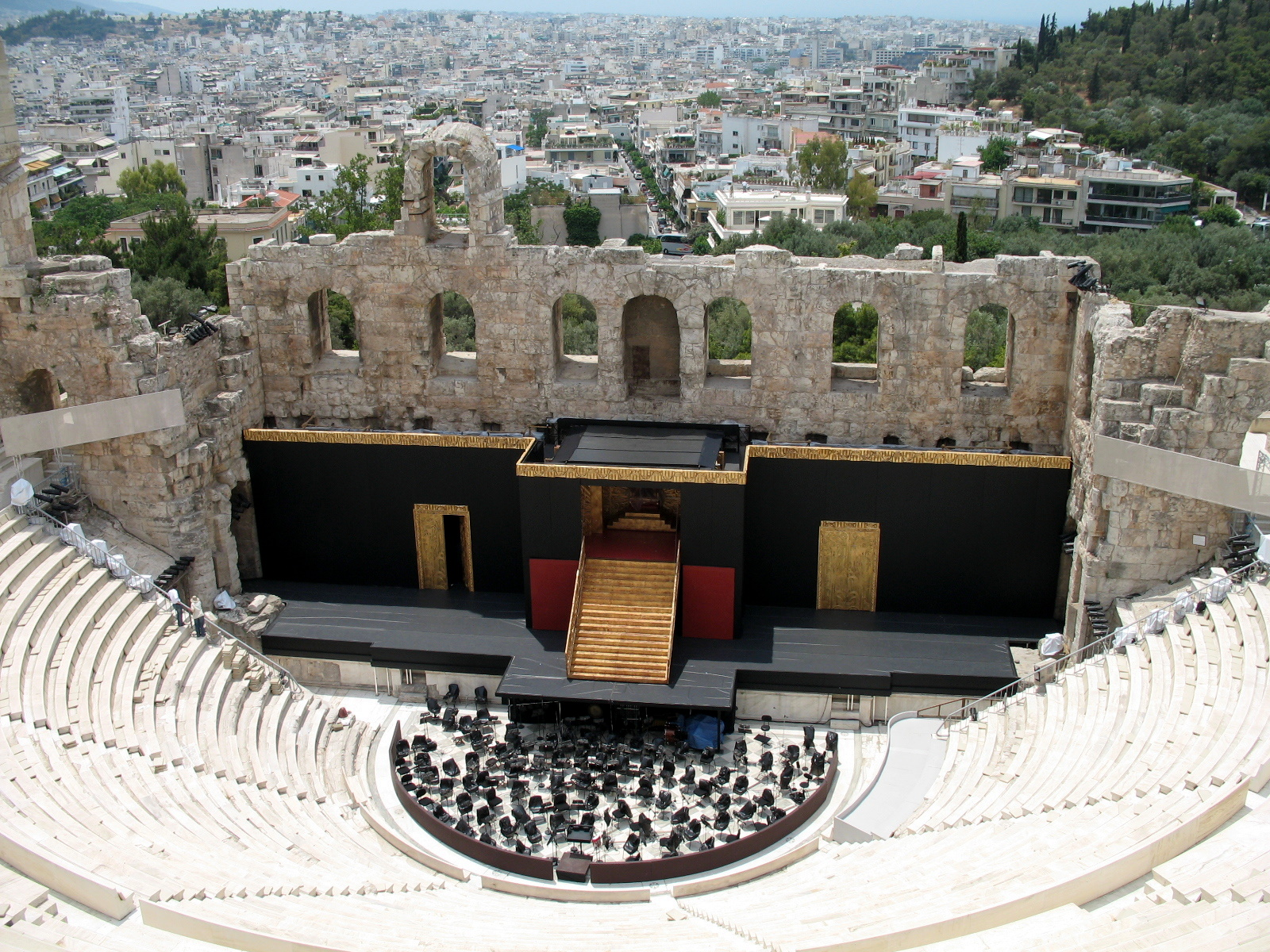
Escenario montado en el teatro de Herodes Ático.

Atenas cuenta con múltiples recintos para teatro, música, exposiciones y espectáculos. Existen varios teatros al aire libre en funcionamiento, como el teatro odeón de Herodes Ático, situado al pie de la Acrópolis, y construido en el siglo II d. C., o los teatros situados en las colinas de Licabeto y Filopappos.
Uno de los eventos más significativos es el Festival de Atenas, que tiene lugar entre los meses de mayo y octubre y comprende representaciones de ópera, danza, teatro (especialmente teatro griego clásico) y conciertos. El teatro de Herodes Ático es una de las sedes principales de este festival, así como otros muchos escenarios ubicados en la ciudad, y el famoso teatro de Epidauro que se encuentra a dos horas de viaje.

## Deportes
Atenas tiene una larga tradición en deportes y eventos deportivos, así mismo la ciudad es la sede de los clubes más importantes del deporte griego y alberga un gran número de instalaciones deportivas. La ciudad también ha sido sede de eventos deportivos a nivel internacional.
Atenas ha sido sede de los Juegos Olímpicos de Verano en dos ocasiones, en 1896 y 2004. Con motivo de los Juegos Olímpicos del 2004 se llevó a cabo la remodelación del Estadio Olímpico de Atenas, el cual es el estadio más grande de Grecia, y ha ganado una reputación como uno de los estadios más bonitos del mundo, y uno de los monumentos modernos más interesantes, y fue sede de dos finales de la UEFA Champions League, en 1994 y 2007. Otro de los estadios más importantes en Atenas es el situado en la zona de El Pireo, el Estadio Karaiskakis, sede del Olympiacos, el cual también es un complejo deportivo y de entretenimiento, siendo anfitrión de la final de la Recopa de Europa de 1970-71.
Atenas ha acogido las final de la Euroleague en tres ocasiones, la primera en 1985 y la segunda en 1993, ambas en el Estadio de la Paz y la Amistad, más conocido como SEF, un gran estadio cubierto, y la tercera vez en 2007 en el Olympic Indoor Hall. También se han celebrado eventos deportivos de otras disciplinas tales como el atletismo, voleibol, waterpolo, entre otros, en diferentes lugares de la capital ateniense.
Atenas es la sede de tres clubes polideportivos europeos: Olympiacos, Panathinaikos, AEK Atenas. En el fútbol, el Olympiacos es el equipo más exitoso en la historia del fútbol heleno, mientas que el Panathinaikos llegó a la final de la Champions League de 1971. Por su parte, el AEK de Atenas es el otro miembro de los clubes grandes del fútbol griego. Estos clubes también tienen equipos de baloncesto; El Panathinaikos y el Olympiacos figuran entre los mejores equipos del baloncesto europeo, habiendo ganado la Euroleague seis y tres veces, respectivamente, mientras que el AEK Atenas fue el primer equipo griego en ganar una competición a nivel internacional.
Otros clubes notables que se encuentran en la ciudad son: Athinaikos, Panionios, Atromitos, Apollon, Panellinios, Ethnikos Piraeus, Maroussi BC y Peristeri BC. los clubes atenienses también han tenido éxito nacional e internacional en otros deportes.
El área de Atenas presenta una variedad en el terreno, sobre todo las colinas y montañas que se levantan alrededor de la ciudad, cabe destacar que la capital es la única ciudad importante en Europa que es atravesada por una cadena de montañas. Cuatro cadenas montañosas se extienden hasta los límites de la ciudad y miles de metros de senderos cruzan la capital y áreas vecinas, proporcionando así la posibilidad de realizar actividades tales como el senderismo y el ciclismo de montaña. Más allá de Atenas, alrededor de la prefectura de Ática, se puede llevar a cabo actividades al aire libre como el esquí, escalada, ala delta y el windsurf. Numerosos clubes practican al aire libre estos deportes, incluyendo las rutas realizadas en Atenas por el Sierra Club, que lleva a cabo alrededor de 4.000 excursiones anualmente en el área.

### Equipos deportivos
| Equipo                    | Deporte    | Competición          | Estadio                          | Creación |
| ------------------------- | ---------- | -------------------- | -------------------------------- | -------- |
| AEK Atenas Fútbol Club    | Fútbol     | Super Liga de Grecia | Estadio Olímpico de Atenas       | 1924     |
| Atromitos FC              | Fútbol     | Super Liga de Grecia | Peristeri Stadium                | 1923     |
| Olympiacos Fútbol Club    | Fútbol     | Super Liga de Grecia | Estadio Georgios Karaiskakis     | 1925     |
| Panathinaikos Fútbol Club | Fútbol     | Super Liga de Grecia | Estadio Olímpico de Atenas       | 1926     |
| Panionios NFC             | Fútbol     | Super Liga de Grecia | Estadio Nea Smyrni               | 1890     |
| Apollon Smyrnis           | Fútbol     | Gamma Ethniki        | Georgios Kamaras Stadium         | 1891     |
| AEK Atenas B.C.           | Baloncesto | A1 Ethniki           | Sporting Sports Arena            | 1924     |
| Olympiacos B.C.           | Baloncesto | A1 Ethniki           | Peace and Friendship Stadium     | 1931     |
| Panathinaikos BC          | Baloncesto | A1 Ethniki           | Olympic Indoor Hall              | 1922     |
| Panellinios Atenas        | Baloncesto | A1 Ethniki           | Ivanofio Indoor Hall             | 1929     |
| Panionios BC              | Baloncesto | A1 Ethniki           | Dimotiko Gimnastirio Nea Smirnis | 1929     |
| Peristeri BC              | Baloncesto | A1 Ethniki           | Pabellón Andreas Papandreou      | 1971     |

Al lado de los susodichos clubes, dentro de las fronteras de municipio de Atenas hay algunos clubes con presencia en divisiones nacionales o la acción notable durante períodos cortos. Algunos de ellos son Petralona F.C. (Petralona), dicho club de fútbol se fundó en 1963, con la presencia más temprana en la Beta Ethniki, Attikos F.C. (Kolonos), el club de fútbol fundó en 1919 con la presencia corta en la Gama Ethniki, Athinais Kypselis (Kypseli), el club de fútbol fundado en 1938 con la presencia corta en la Gama Ethniki, Gyziakos (Gyzi), el club de baloncesto fundado en 1937 con la presencia corta en la Beta Ethniki el baloncesto y Aetos B.C. (Agios Panteleimonas), el club de baloncesto fundado en 1992 con la presencia corriente en la A2 Ethniki en Baloncesto. Otro club deportivo importante en Atenas es el Club de Tenis de Atenas fundado en 1895 con importante oferta para el tenis griego.

## Juegos Olímpicos

### Juegos Olímpicos de 1896

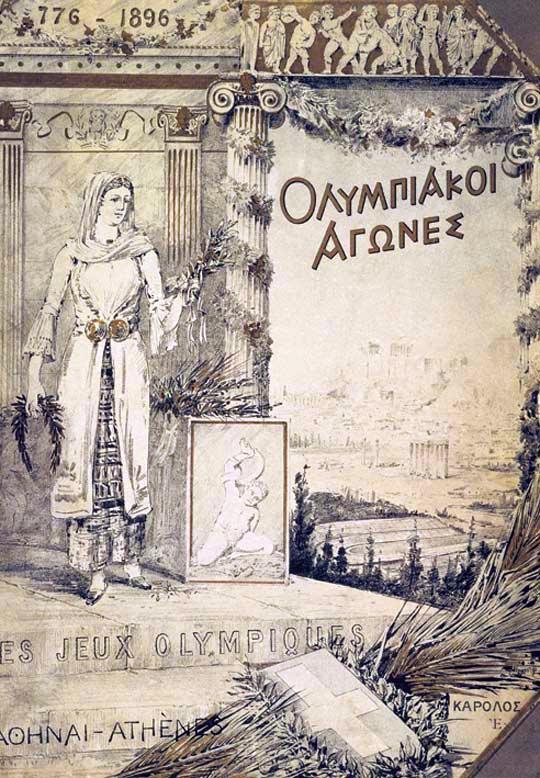
Cartel de los Juegos Olímpicos de 1896

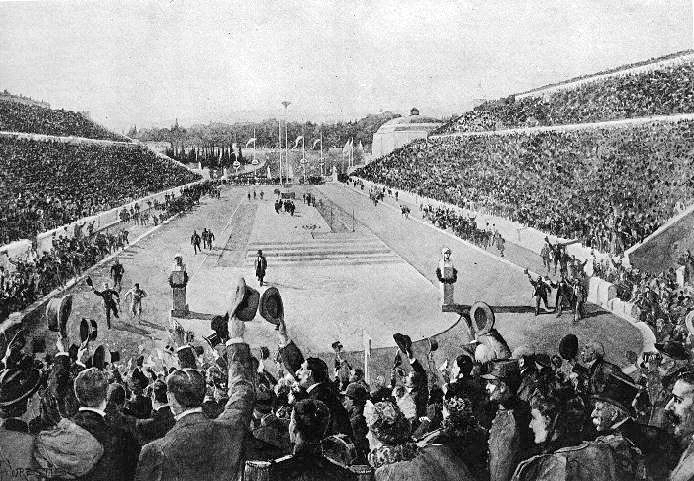
Ilustración del Estadio Kallimarmaro que muestra la escena de la llegada a meta del ganador Spyridon Louis entrando en el estadio al final de la maratón.

En 1896 fueron instaurados los primeros Juegos Olímpicos de la era moderna, por el francés Pierre de Coubertin. Gracias a sus esfuerzos, Atenas albergó los primeros Juegos Olímpicos modernos. En 1896, la ciudad tenía una población de 123 000 habitantes y el evento ayudó a impulsar la presencia internacional de la ciudad. Las sedes más importantes que albergaron estos Juegos Olímpicos fueron el Estadio Kallimarmaro y Zappeion. El Kallimarmaro es una réplica de los antiguos. Importante en el mundo construido completamente de mármol blanco, procedente del Monte Pentélico, el mismo material usado para la construcción del Partenón, y alberga una capacidad de 45.000 espectadores.

### Juegos Olímpicos de 2004

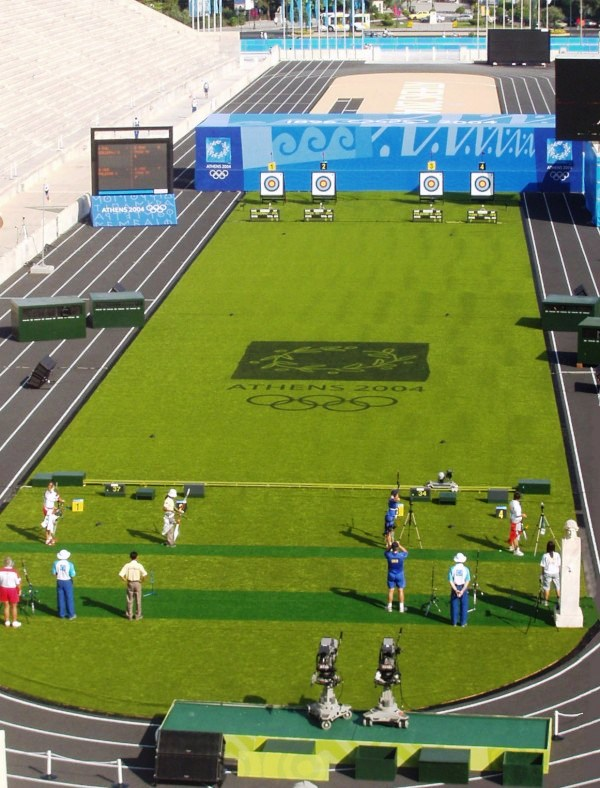
Competición de Tiro con arco en el Estadio Kallimarmaro durante los Juegos Olímpicos de 2004

Atenas consiguió albergar los Juegos Olímpicos de 2004, aunque anteriormente había intentado organizar los Juegos Olímpicos de 1996, pero finalmente fue derrotada en Lausana, Suiza, frente a la candidatura de la ciudad estadounidense de Atlanta que fue la sede ganadora, y organizaría dichos juegos. Iba a ser la segunda vez que Atenas albergara la sede de los juegos, después de haber organizado los primeros Juegos olímpicos modernos de 1896. Después del intento fallido en 1990 por albergar los juegos de 1996, un año más tarde en 1997, la candidatura de Atenas mejoró radicalmente, superando así en la última ronda de votaciones a la candidatura de Roma que fue derrotada por 66 votos contra 41. Anteriormente, las ciudades de Buenos Aires, Estocolmo y Ciudad del Cabo, fueron eliminadas en rondas previas.
Durante los tres primeros años de preparativos, el Comité Olímpico Internacional expresó su preocupación debido a la lentitud de las obras de construcción de algunas de las nuevas sedes olímpicas. En 2000 el presidente del Comité Organizador fue reemplazado por Gianna Angelopoulos-Daskalaki. A partir de ese momento, los preparativos continuaron a un ritmo altamente acelerado, casi frenético.
Aunque los altos costos estimados en 1,5 billones de dólares estadounidenses; fueron criticados, Atenas se convirtió en una ciudad más funcional, y albergaría una tecnología más moderna, tanto en el transporte como el planeamiento urbanístico. Algunas de las mejores instalaciones deportivas del mundo fueron creadas en la ciudad, todas las instalaciones estaban preparadas para dar la bienvenida a más de 10 000 atletas de los 202 países.
Los Juegos de 2004 gozaron de gran un éxito, fueron alabados por la seguridad y la organización que funcionó correctamente, solo unos pocos visitantes notificaron problemas relacionados con el alojamiento. Los Juegos Olímpicos de 2004 fueron descritos por el presidente de COI como inolvidables, juegos de ensueño. El único problema era la asistencia algo escasa en algunos de los acontecimientos. Sin embargo, se vendieron un total de más de 3,5 millones de entradas, más que cualquier otra olimpiada, con la excepción de Sídney (donde más de 5 millones de entradas fueron vendidas en 2000).
En 2008 se informó de que la mayoría de las sedes olímpicas habían caído en mal estado: según esos informes, 21 de las 22 instalaciones construidas para los juegos habían quedado abandonadas, algunas de ellas ocupadas por campamentos ilegales, y con una serie de problemas relacionados con el vandalismo, graffitis o los vertidos de basura. Debido a esta situación, el gobierno griego ha creado una sociedad denominada, Olympic Properties SA, y esta se encarga de supervisar la gestión, el desarrollo y la reconversión de las instalaciones post-olímpicas, de las cuales algunas serán o ya han sido vendidas al sector privado, también otras instalaciones están todavía en uso desde los Juegos Olímpicos, o algunas han sido convertidas para el uso comercial o modificadas para otros deportes. Los conciertos y espectáculos teatrales como los de la compañía Cirque du Soleil han sido recientemente celebrados en estos complejos.
| Predecesor: - Sídney | Ciudad Olímpica 1896 2004          | Sucesor: París Beijing      |
| Predecesor: -        | Capital Europea de la Cultura 1985 | Sucesor: Florencia          |
| Predecesor: Latakia  | Ciudad Mediterránea 1991           | Sucesor: Languedoc-Rosellón |

### Instalaciones deportivas
- Estadio Panathinaiko, también llamado Kallimarmaro. Estadio de mármol blanco construido en 1895 para los primeros Juegos Olímpicos de la era moderna, en la misma ubicación donde se encontraba el estadio de la antigua Atenas.
- Complejo Olímpico de Deportes de Atenas, en el municipio de Marusi.

## Ciudades hermanadas
Atenas está hermanada con las siguientes ciudades:
- Barcelona (España)
- Beirut (Líbano)
- Belén (Palestina)
- Bogotá (Colombia)
- Bucarest (Rumania)
- Buenos Aires (Argentina)
- Caracas (Venezuela)
- Chicago (Estados Unidos)
- Cuzco (Perú)
- Ereván (Armenia)
- Estambul (Turquía)
- Kiev (Ucrania)
- Los Ángeles (Estados Unidos)
- Madrid (España)
- Ciudad de México (México)
- Moscú (Rusia)
- Rabat (Marruecos)
- Santiago (Chile)
- Seúl (Corea del Sur)
- Sofía (Bulgaria)

| Predecesor: Conakri | Capital Mundial del Libro 2018 | Sucesor: Sharjah |